# Musée Fabre
Pour les articles homonymes, voir Fabre.
Le musée Fabre est un musée d'art situé à Montpellier dans l’Hérault.

## Historique
Principal musée d'art de la ville, il est créé à la suite d'une proposition, faite en 1824 alors qu'il regagne la France, de François-Xavier Fabre (1766-1837), peintre et collectionneur, de faire don à la ville de ses collections, à condition qu'un musée soit construit pour les accueillir. Fabre, lauréat du grand prix de peinture de l'Académie en 1787, avait résidé de 1788 à 1793 à Rome, puis durablement à Florence. Il s'y était progressivement constitué une riche collection de tableaux et de dessins. Le maire de l'époque, Ange-Jean-Michel-Bonaventure de Dax, marquis d'Axat, ami de Fabre, est aussi un amateur d’art, il est le premier président de la Société des beaux-arts de Montpellier. En janvier 1825, il réunit un conseil municipal extraordinaire au cours duquel la donation est validée par un vote unanime. La donation doit ensuite recevoir l'approbation du roi Charles X afin de pouvoir être acceptée par le maire au nom de la ville et avant de pouvoir pénétrer sur le territoire du royaume, ce qui intervient peu après une fois l'accord obtenu du roi. Après trois ans de travaux financés par la municipalité, le musée ouvre ses portes le 3 décembre 1828. Il est enrichi par de nombreux dons, legs et achats tout au long de son histoire, et s'étend dans des bâtiments adjacents au fil de l'augmentation des collections. En 1860, le musée Fabre est l'un des plus importants musées de France. Il est labellisé musée de France, au sens de la loi no 2002-5 du 4 janvier 2002.

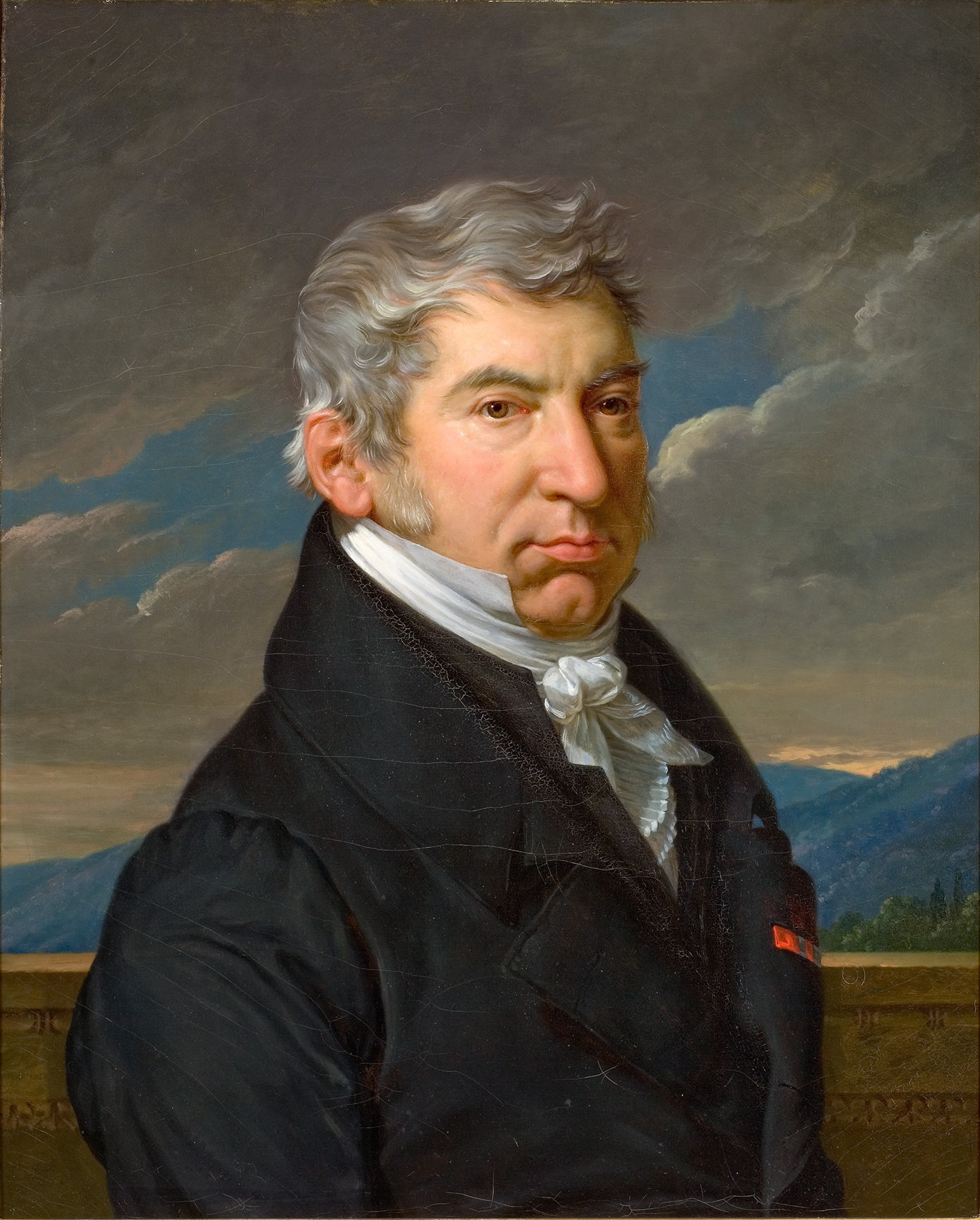
François-Xavier Fabre, Autoportrait âgé (1835), musée Fabre.
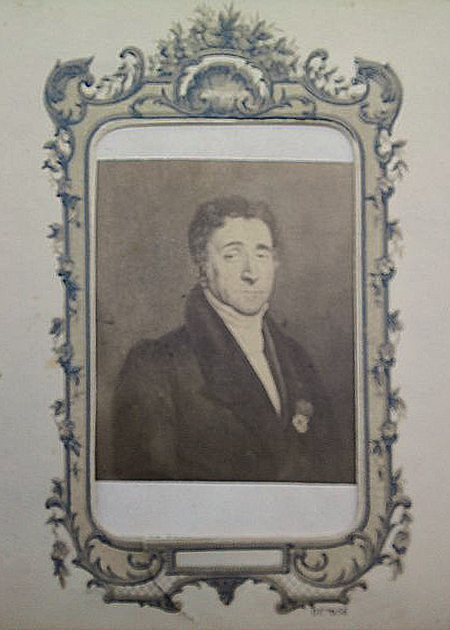
Marquis d'Axat, maire de Montpellier (1814-1830).

## Le bâtiment
Le musée a été installé dans l'hôtel de Massilian, ancien hôtel particulier du XVIIIe siècle, situé à l'est de l'Écusson, le centre historique de Montpellier, et donnant sur la rue Montpelliéret, à proximité immédiate de l'Esplanade. La municipalité l'achète en 1825 pour la somme de 140 000 francs. L’édifice construit dans l’enceinte de la cité médiévale, conçue par les Guilhem et les rois d’Aragon, est attesté depuis le XVe siècle.
Le remaniement du bâtiment pour devenir un musée a demandé trois années d'importants travaux, de 1825 à 1828, suivis de près par le maire et Fabre et confiés aux deux architectes de la Ville de Montpellier, MM. Fovis et Boué. Le musée s'est étendu autour du bâtiment originel grâce à des constructions du XIXe siècle donnant sur l'Esplanade et en absorbant l'ancien collège des Jésuites de la fin du XVIIe siècle.

### La rénovation de 2003

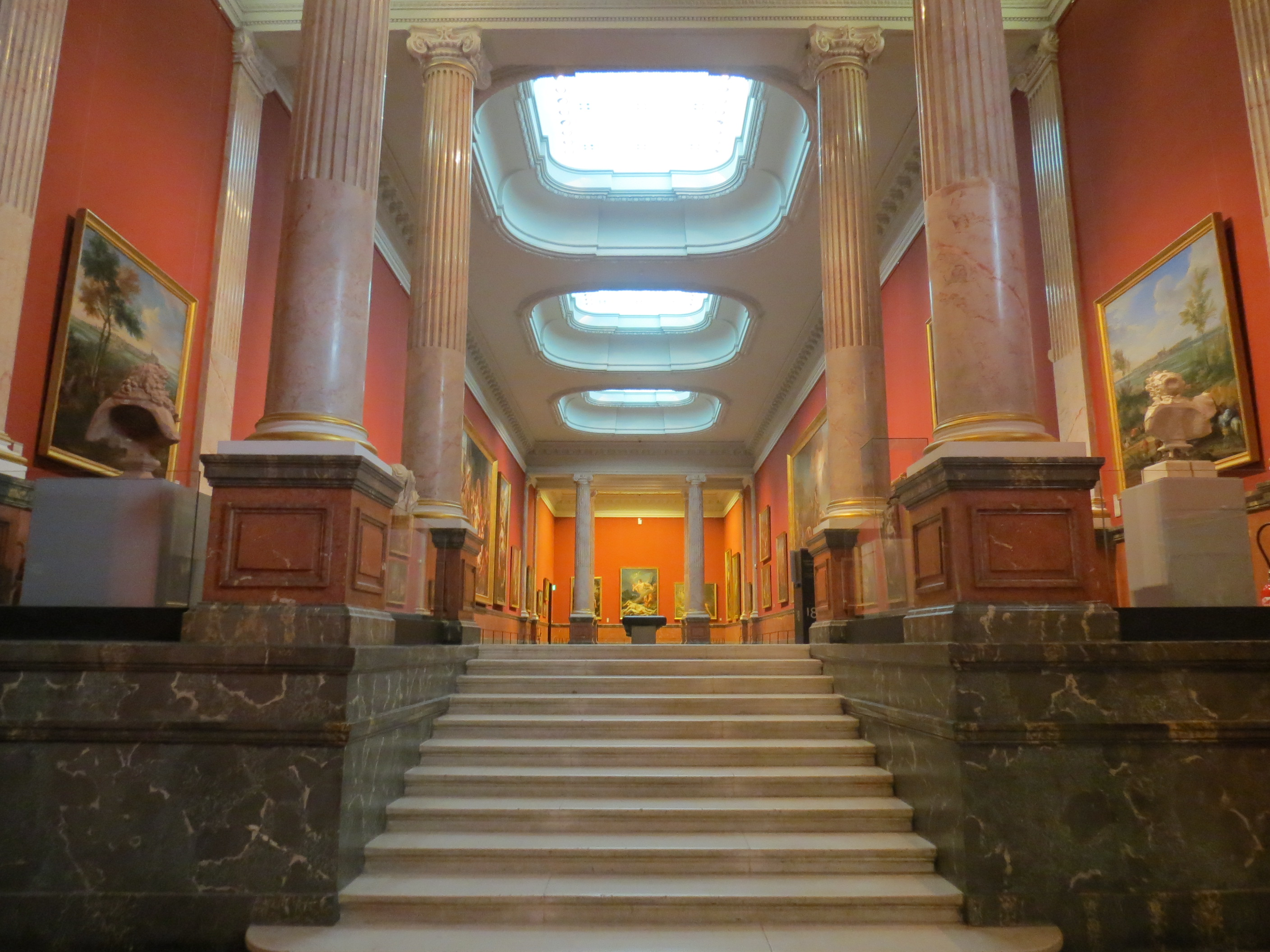
Galerie des Colonnes du musée.

Le musée est fermé de 2003 à 2007 pour permettre un agrandissement et une réorganisation des espaces, avec le déménagement de la bibliothèque. La rénovation a été conçue par le cabinet d'architecture de Bordeaux Brochet-Lajus-Peyo associé à Emmanuel Nebout de Montpellier. L'inauguration officielle du musée a lieu le 3 février 2007, son ouverture au public le 4 février 2007.
Les espaces d'exposition ont été portés de 3 000 à 9 000 m2 dont une salle d'expositions temporaires de 1 000 m2. Une nouvelle aile a été créée pour la peinture contemporaine. Le circuit de visite a été entièrement repensé tout en mettant en valeur les décors subsistant du XIXe siècle : grand escalier dessiné par Fabre lui-même, salle des Griffons avec sa frise néo-étrusque, ancien appartement de Fabre avec plafonds peints et lustres. L'entrée se fait désormais par l'ancien collège de Jésuites, en retrait par rapport à l'hôtel de Massilian. Le hall d'entrée, situé sous la cour du collège, est décoré d'une mosaïque conçue par l'artiste Daniel Buren. Les travaux ont coûté 62,7 millions d'euros, financés par l'État (15,5 millions), la région Languedoc-Roussillon (2,8 millions) et la communauté d'agglomération de Montpellier, dont dépend aujourd'hui le musée. Une concession dans le musée a été accordée à la librairie Sauramps, sur 120 m2. Cette concession fait de Sauramps la première librairie privée accueillie au sein d'un musée public[réf. nécessaire].

### Accès
Le musée est accessible en tramway par les lignes 1, 2 et 4 aux arrêts « Comédie » et « Corum ».

## Les collections

### Constitution et histoire des collections
En 2020, le fonds comporte plus de 2 000 tableaux, 300 sculptures, 4 000 dessins  et 1 500 gravures. Il est complété par une collection de plusieurs milliers d'objets d'art. Près de 1 000 œuvres sont exposées.

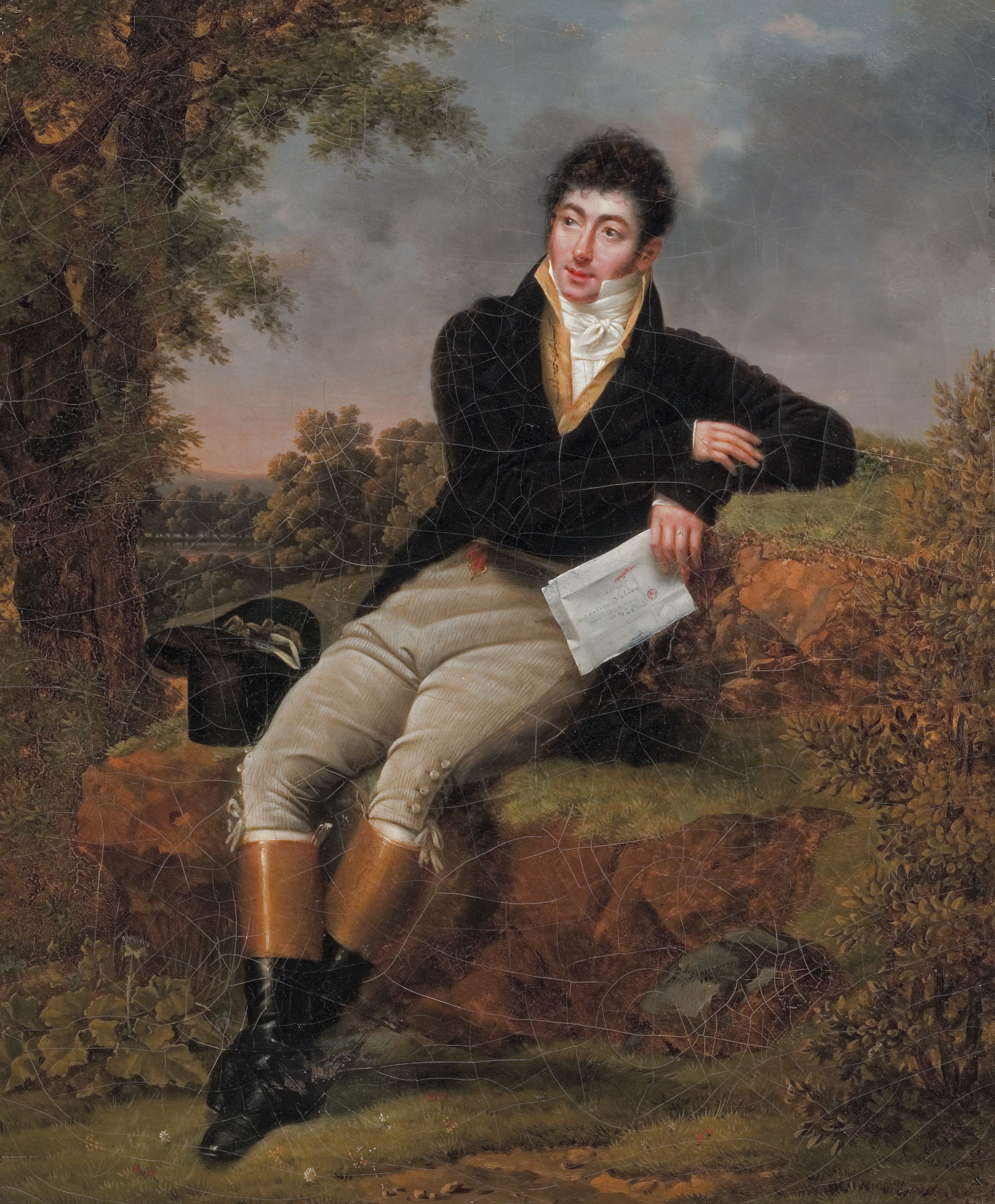
Adèle Romany, Portrait d'Antoine Valedau, 1809 (musée Fabre)

Les collections ont été constituées autour des saisies révolutionnaires et des envois de l’État sous le Consulat. La donation de Fabre au profit de la ville en 1825 est composée d'un ensemble important de tableaux et de dessins du XVIe au XIXe siècle, majoritairement français et italiens. Fabre est un peintre de la fin du XVIIIe et du début du XIXe siècle, formé à l'école de dessin de la Société des beaux-arts de Montpellier. Il est aidé par l'un des membres de cette dernière, Philippe-Laurent de Joubert, pour entrer dans l'atelier de Jacques-Louis David. Grand collectionneur de tableaux (Renaissance et baroque italiens, peinture française du XVIIe au XIXe siècle), il donne cet ensemble à sa ville natale à la condition que celle-ci crée un musée public. Il en devient le premier directeur et y poursuit une politique d'acquisition, avant de léguer le reste de sa collection personnelle à sa mort en 1837. La générosité de Fabre a ensuite fait des émules : l'agent de change Antoine Valedau (1777-1836), né à Montpellier et actif à Paris, a légué un important ensemble de peintures des maîtres hollandais et flamands du siècle d'Or, ainsi que des tableaux français de la fin du XVIIIe et du début du  XIXe siècle, notamment un riche ensemble de peintures de Jean-Baptiste Greuze. Valedau offre enfin un bel ensemble d'aquarelles romantiques. En 1868 et en 1876, Alfred Bruyas (1821-1877) offre des toiles et des dessins majeures d'artistes contemporains comme Gustave Courbet, Eugène Delacroix, Alexandre Cabanel, ce dernier offrant directement une toile à l'institution (Phèdre). La famille du peintre montpelliérain Frédéric Bazille (1841-1870) a offert des toiles importantes de ce précurseur de l'impressionnisme. Le musée a également reçu des dépôts du musée du Louvre, du musée d'Orsay et du musée national d'Art moderne. Venant couronner la rénovation sans précédent des années 2000, Pierre Soulages a offert 20 toiles emblématiques de sa peinture entre les années 1950 et aujourd'hui. Elles sont exposées dans deux salles spéciales.
Le parcours des collections se divise en différentes sections. Les sept premières salles sont consacrées à l'art flamand et hollandais, constituées par les collections de Fabre et surtout d'Antoine Valedau, avec des artistes tels que Pierre Paul Rubens, David Téniers, Daniel Seghers pour les Flamands, Adrian van Ostade, Gérard Ter Borch, Gérard Dou, Gabriel Metsu, Jan Steen, Jan Weenix, Nicolaes Berchem, Jan Asselijn pour les Hollandais. La section suivante présente des œuvres françaises, italiennes et espagnoles de la Renaissance au XVIIe siècle. Sébastien Bourdon, peintre né à Montpellier et actif à Rome, Paris et Stockholm. Le musée Fabre conserve notamment son célèbre portrait L'Homme aux rubans noirs, peint vers 1657-1658, ainsi que plusieurs paysages et peintures d'Histoire. Sébastien Bourdon est accompagné pour les artistes français, par Jean Cousin, Nicolas Poussin, Simon Vouet, Jacques Blanchard, Jean Tassel, Laurent de La Hyre, Eustache Le Sueur, etc., pour les peintres italiens par Alessandro Allori, Paolo Véronèse, Francesco Salviati, Palma le jeune, Leonello Spada, Matia Pretti, le Guerchin, l'Albane, Andrea Vaccaro, José de Ribera, Bernardo Cavallino, Carlo Dolci. Les Espagnols sont représentés par un important retable de Pedro de Campana, et deux peintures de Francisco de Zurbaran. La section suivante débute avec l'art du temps de Louis XIV et de la Régence, avec des tableaux majeurs de deux artistes originaires de Montpellier, Jean Ranc et Jean Raoux, suivis d'un riche ensemble de morceaux de réception à l'Académie royale de peinture et de sculpture (Antoine Coypel, Jean François de Troy, Charles Natoire, Jean-Baptiste-Marie Pierre, Jean-Baptiste Deshays) ainsi que de trois toiles monumentales d'Antoine Coypel issues du décor de la galerie d'Enée peinte au Palais-Royal à Paris au début du XVIIIe siècle. Les huit salles suivantes présentent la période néoclassique, de 1750 à 1830, et forment un des piliers majeurs de la collection, autour des peintures de François-Xavier Fabre, avec dix peintures de Jean-Baptiste Greuze, trois de Jacques Louis David, ainsi que onze sculptures de Jean Antoine Houdon et huit d'Augustin Pajou. Les collections du XIXe siècle comprennent principalement des œuvres de peintres tels Eugène Delacroix (7 tableaux), Alexandre Cabanel (très riche fonds, dont le célèbre Ange déchu), Frédéric Bazille (15 œuvres, parmi lesquelles Jeune Femme aux pivoines) et surtout Gustave Courbet, l'un des artistes-phare du musée (16 œuvres, avec notamment le célèbre Bonjour Monsieur Courbet). La section moderne présente des sculpteurs modernes d'origine languedocienne, comme Germaine Richier (La Montagne), morte à Montpellier en 1959, Aristide Maillol et René Iché, ou d'artistes du mouvement Supports/Surfaces dont beaucoup sont nés dans la région (Claude Viallat, Vincent Bioulès ou Daniel Dezeuze).

#### Collection de peintures du

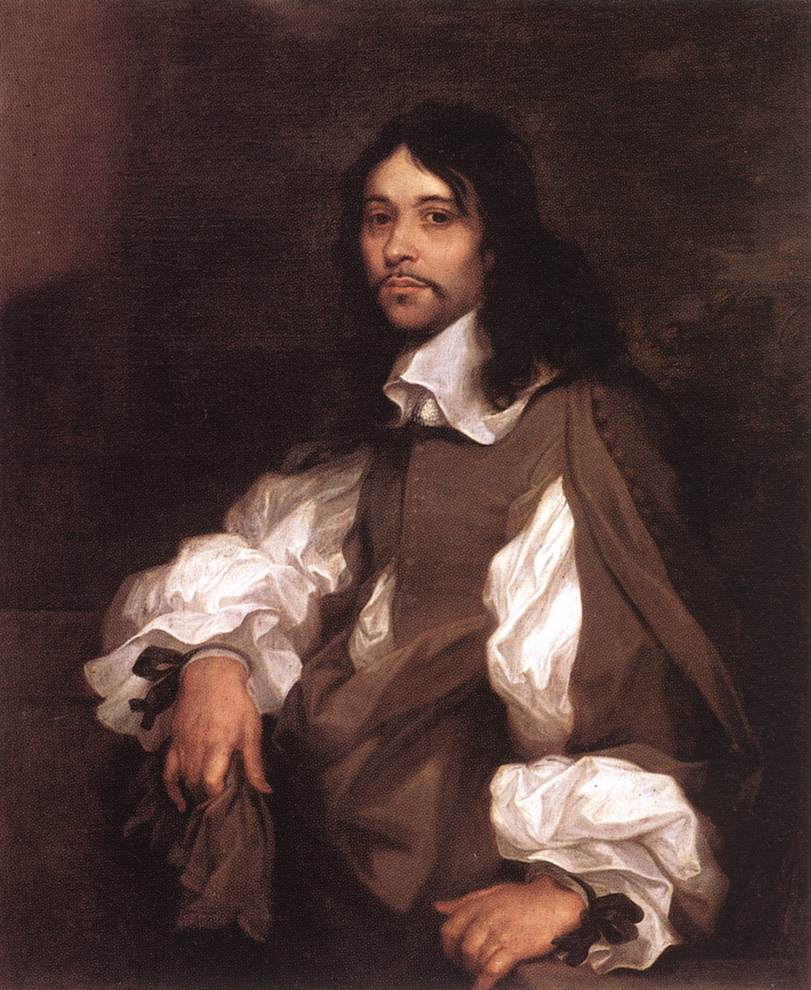
Sébastien Bourdon, L'Homme aux rubans noirs, 1657-1658.

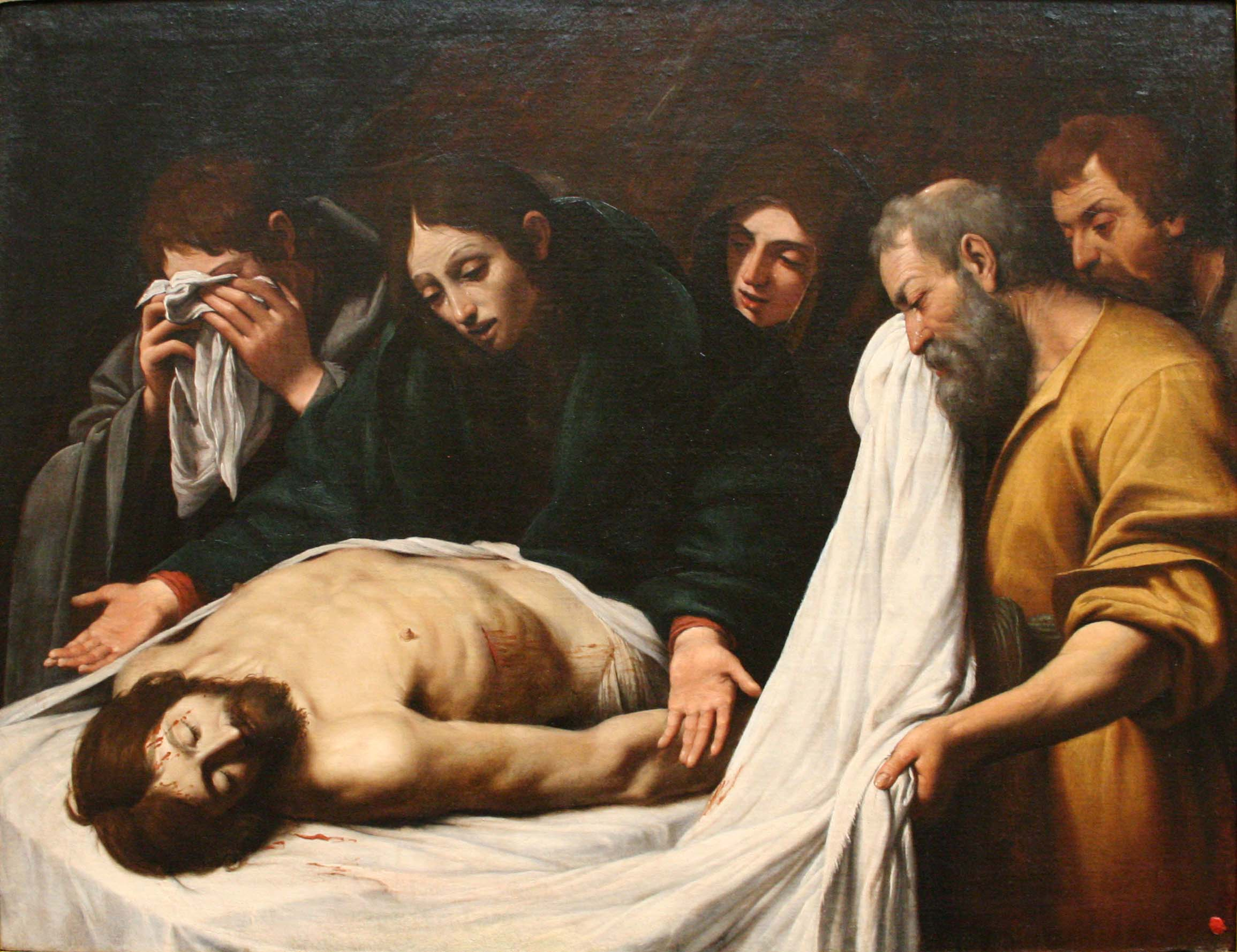
Leonello Spada, Lamentation sur le Christ mort, vers 1614.

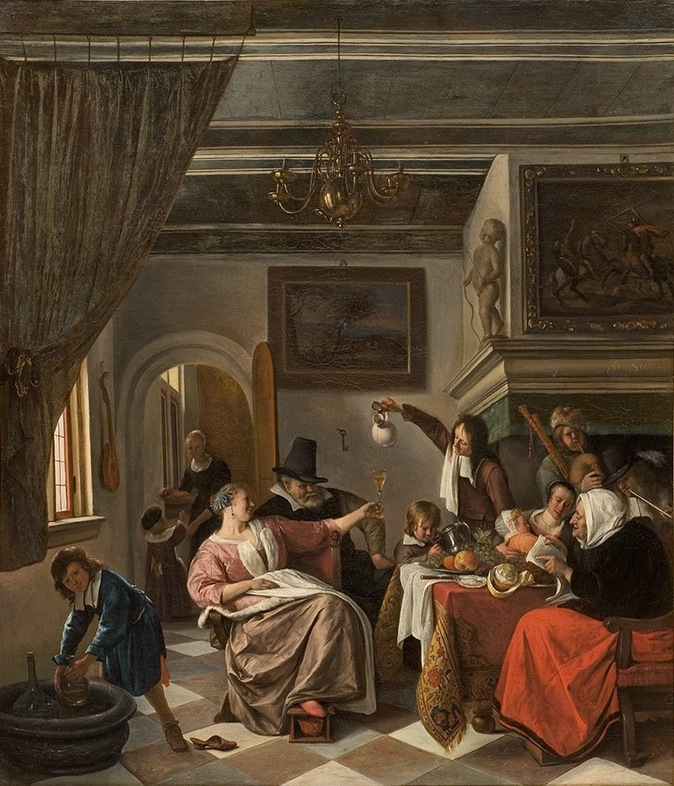
Jan Steen, Comme les vieux chantent, les enfants piaillent, vers 1662.

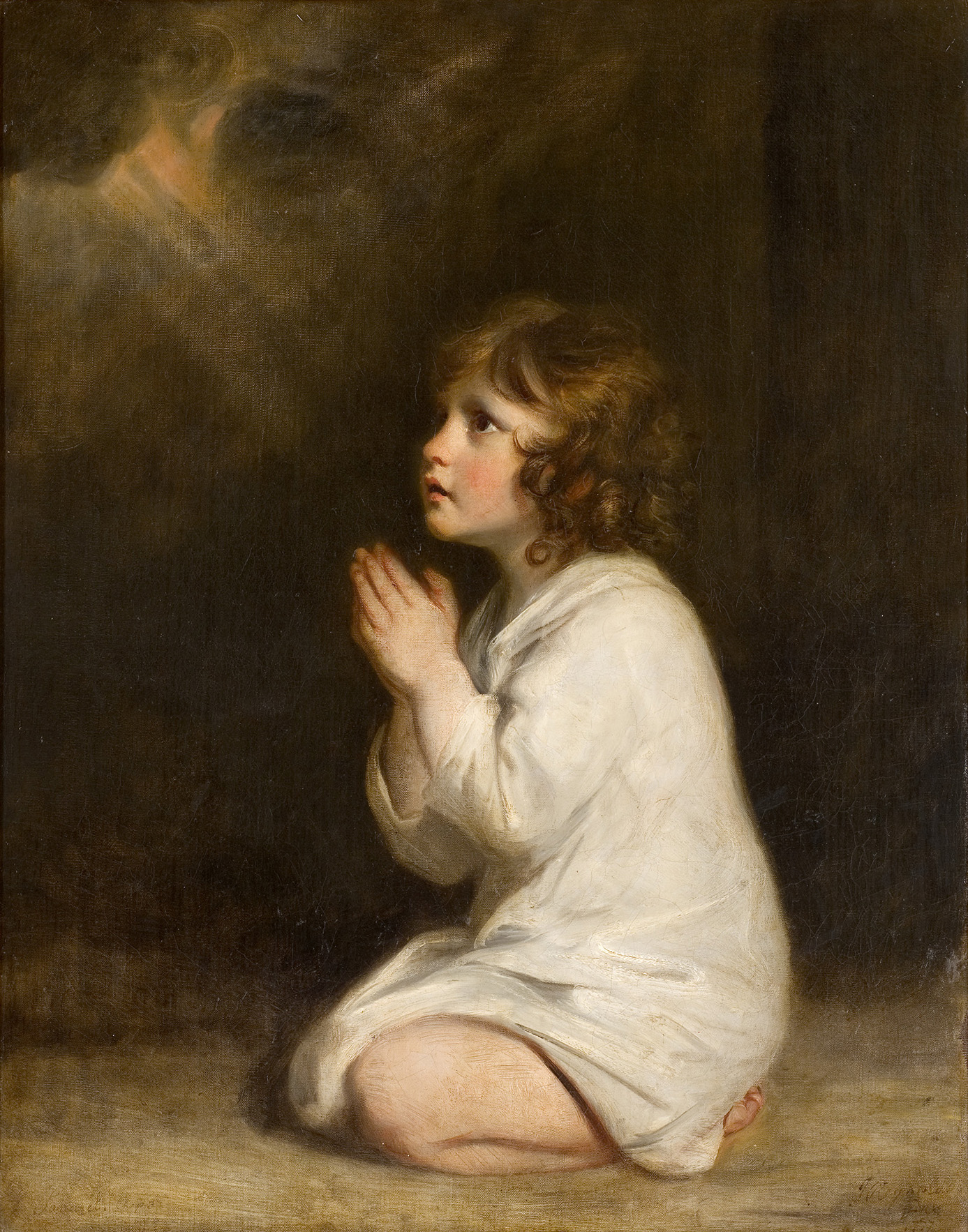
Joshua Reynolds, Samuel enfant, 1776.

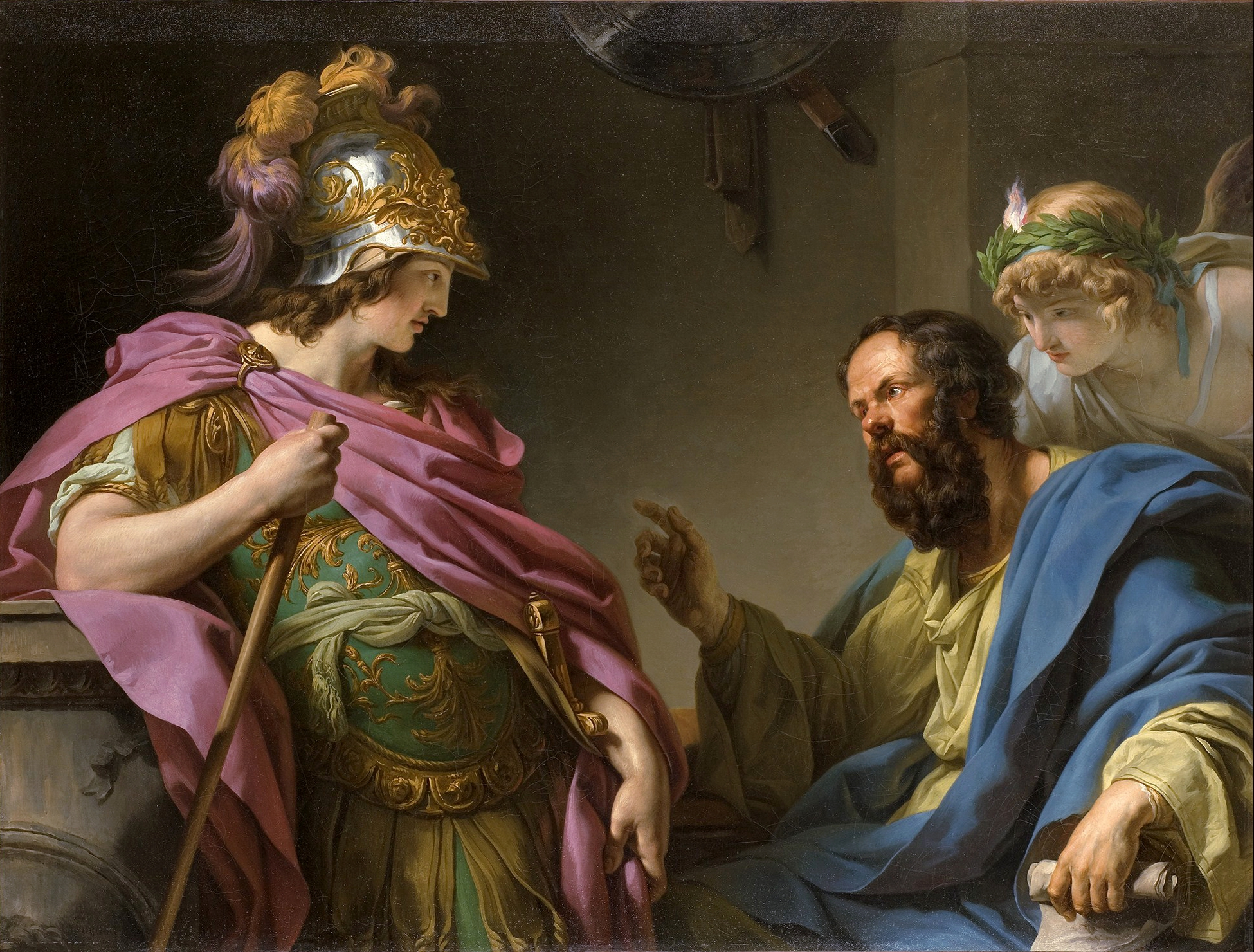
Alcibiade et Socrate, de François-André Vincent

### Collection de peintures

#### Collection de peintures duXVeauXVIIIesiècle

##### France
(*) Peintres nés à Montpellier
- Jacques Blanchard : La Madeleine pénitente ;
- Sébastien Bourdon(*) ;
- Jacques-Louis David : 5 peintures dont Hector, Portrait du médecin Alphonse Leroy ;
- Jean Cousin l'Ancien ;
- Antoine Coypel : 4 peintures ;
- Gaspard Dughet ;
- Jean-Honoré Fragonard : 3 peintures dont La Bascule et Le Jeu de la palette ;
- Bénigne Gagneraux : 3 peintures ;
- Louis Gauffier : 14 peintures dont La Vue de Vallombreuse, abbaye des Apennins, Le Couvent de Vallombrosa et le Val d'Arno vus du Paradisino, Vue sur la vallée de l'Arno à Florence, Portrait du peintre Van Wyck Coklers, Portrait de lady Holland avec son fils, Onze réductions de portraits et Herminie rencontre un berger ;
- Pauline Gauffier : L’Oiseau volé
- Jean-Baptiste Greuze : 9 peintures dont Le Petit Paresseux ;
- Hortense Haudebourt-Lescot : 2 huiles (Le Meunier, son fils et l’âne et Une diseuse de bonne aventure) et 3 aquarelles
- Laurent de La Hyre ;
- Nicolas de Largillierre : Autoportrait ;
- Charles Le Brun ;
- Eustache Le Sueur : Saint Paul délivrant un possédé ou Saint Paul guérissant les malades ;
- Corneille de Lyon ;
- Carle Van Loo ;
- Charles-Joseph Natoire ;
- Nicolas Poussin : Vénus et Adonis ;
- Jean Ranc (*) : 4 peintures dont Vertumne et Pomone, Portrait de Joseph I Bonnier de La Mosson receveur de l'Hôpital Général, Portrait de Madame Bonnier de La Mosson et Portrait de Nicolas Lamoignon de Basville ;
- Jean Raoux (*) : 13 peintures dont La Danse, Le Retour de la chasse, La Chasse de Didon et Enée, Pygmalion amoureux de sa statue,  Ariane consolée par Bacchus, Portrait de Monseigneur Joachim Colbert évêque de Montpellier, Vestale portant le feu sacré, Offrande à Priape, L'Enfance et Le Jugement de Salomon ;
- Hyacinthe Rigaud ;
- Hubert Robert : Le Pont (1776), 78 × 106 cm[8]
- Adèle Romany : Portrait d'Antoine Valédau
- Pierre Subleyras ;
- Jean Tassel ;
- Claude Joseph Vernet ;
- Joseph-Marie Vien (*) : 28 peintures dont Saint Jean-Baptiste, La famille de Coriolan venant le fléchir et le détourner d'assiéger Rome, Saint Grégoire Le Grand, pape, Sarah présentant Agar à Abraham, Saint Denis prêchant la Foi en France (esquisse), Etude académique, Une vestale et la série des quatre saisons (Zéphyr et Flore, le Printemps ; Les trois Grâces se baignant dans un ruisseau, l'Eté ; Bacchus et Ariane, l'Automne ; Personnages autour d'un brasier, l'Hiver) ;
- François-André Vincent ;
- Simon Vouet.

##### Italie
- L'Albane ;
- Alessandro Allori : 3 peintures dont Venus et Cupidon[9] ;
- Cristofano Allori ;
- Jacopo Bassano ;
- Le Bernin : Portrait d'homme ;
- Guido Cagnacci ;
- Annibale Carracci ;
- Cavalier d'Arpin ;
- Bernardo Cavallino : La Mort de saint Joseph (vers 1640) ;
- Lodovico Cigoli : 2 peintures ;
- Carlo Dolci ;
- Domenichino : une peinture ;
- Luca Giordano : 4 peintures dont La Sainte Famille ;
- Francesco Guardi : Le Pont du Rialto avec la riva del Vin ;
- Il Guercino : 2 peintures ;
- Alessandro Magnasco ;
- Pier Francesco Mola ;
- Palma le Jeune : Le Massacre des habitants d’Hippone ;
- Lelio Orsi ;
- Giovanni Pannini ;
- Mattia Preti : Moïse sur le Sinaï (1630-1640) et Un prophète ;
- Salvator Rosa ;
- Francesco Salviati ;
- Lo Scheggia ;
- Lionello Spada : Lamentation sur le Christ mort (vers 1614)[10] ;
- Andrea Vaccaro : Le Martyre de sainte Agathe (vers 1635-1640)[11] ;
- Marcello Venusti ;
- Paul Véronèse ;
- Federico Zuccaro.

##### Allemagne, Flandres et Pays-Bas
- Jan Asselyn ;
- Gerrit Berckheyde : Vue du Grand Marché et de l'église Saint-Bavon à Haarlem (vers 1690) ;
- Pieter Bruegel le Jeune : 2 peintures ;
- Gerrit Dou ;
- Karel Dujardin ;
- Adam Elsheimer ;
- Jan van Huysum : 2 peintures ;
- Willem Kalf ;
- Otto Marseus van Schrieck : Une tige de chardons (1667) ;
- Gabriel Metsu : 2 peintures ;
- Frans van Mieris l'Ancien ;
- Adriaen Van Ostade ;
- Paulus Potter ;
- Paul Rubens : 3 peintures dont Portrait du peintre Frans Francken l'Ancien (1615) ;
- Jacob van Ruisdael : 3 peintures ;
- Jan Steen : 2 peintures ;
- David Teniers le Jeune : 8 peintures ;
- Gerard ter Borch ;
- Nicolaes van Verendael : Couronne de fleurs avec la grotte de Pausilippe (ajout de Hubert Robert)
- Jan Weenix ;
- Philips Wouwerman : 5 peintures.

##### Espagne
- Pedro Campana ;
- José de Ribera : Sainte Marie l'Égyptienne ;
- Francisco de Zurbarán : L'Ange Gabriel et Sainte Agathe.

##### Autres
- Anton Raphael Mengs ;
- Joshua Reynolds ;
- Joseph Wright of Derby : Vue de Florence depuis l’Arno.

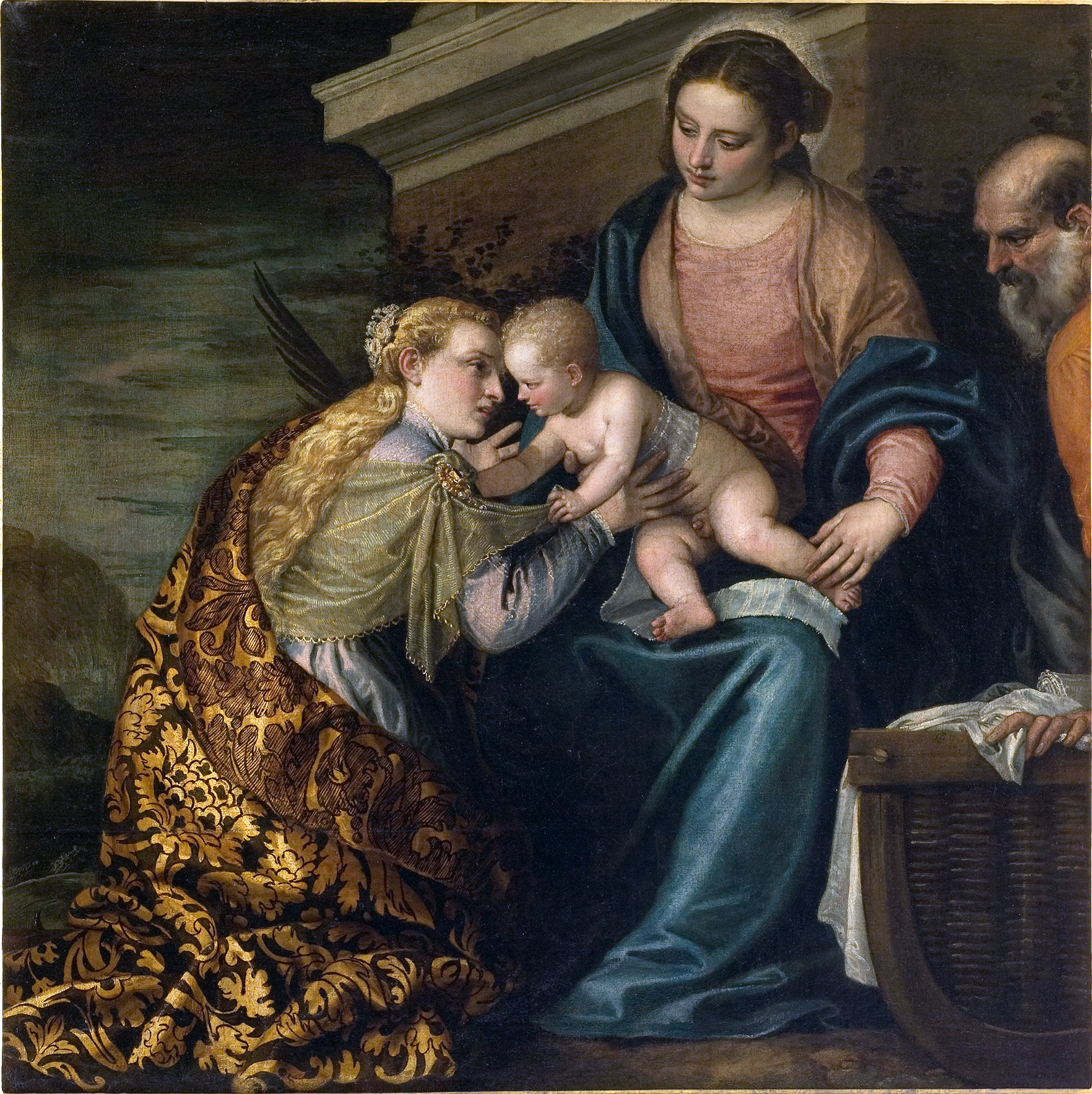
Paul Véronèse, Le Mariage mystique de sainte Catherine.
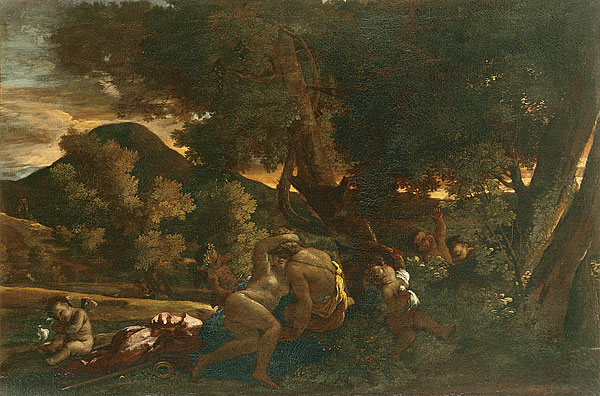
Nicolas Poussin, Vénus et Adonis, vers 1626.
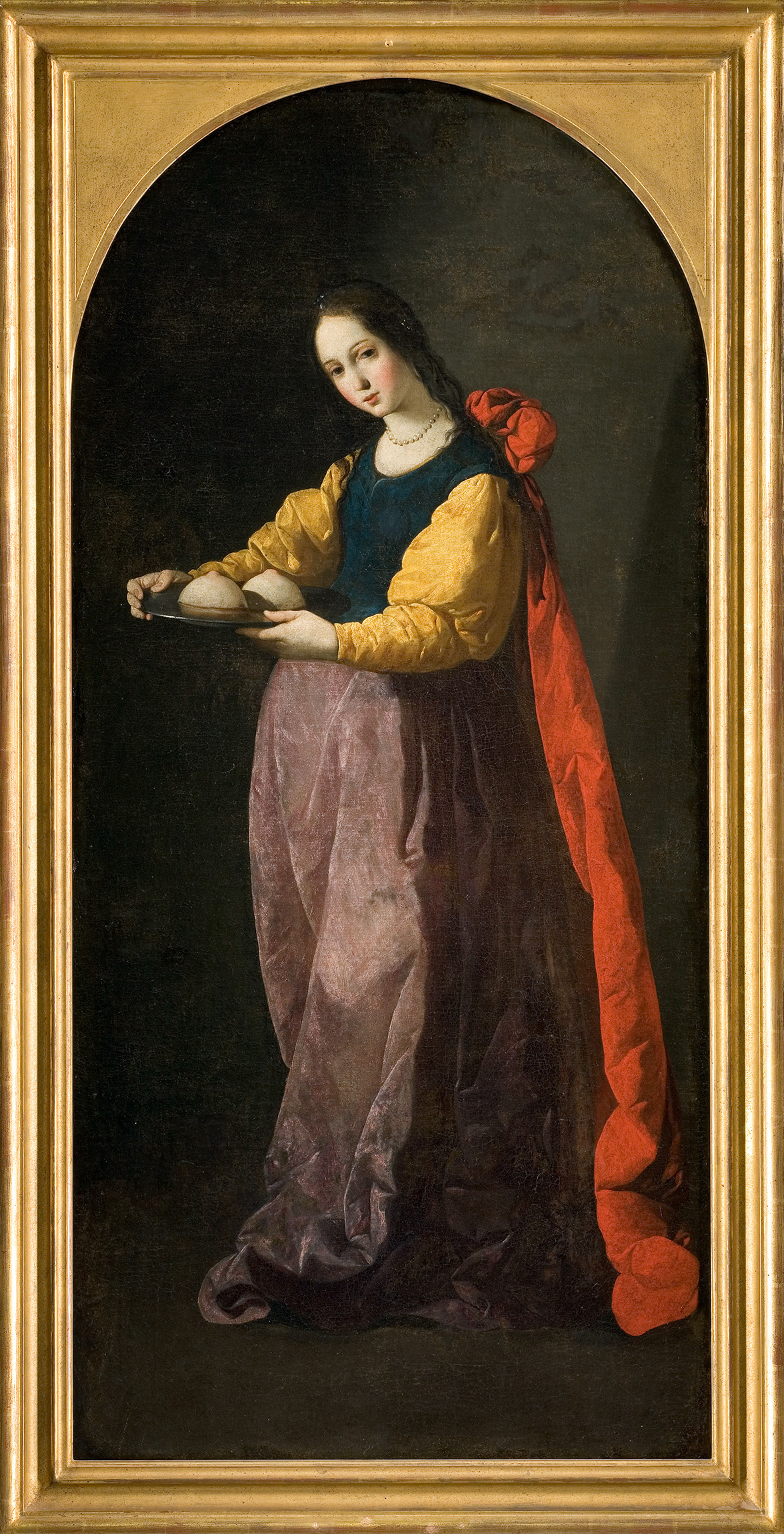
Francisco de Zurbarán, Sainte Agathe.
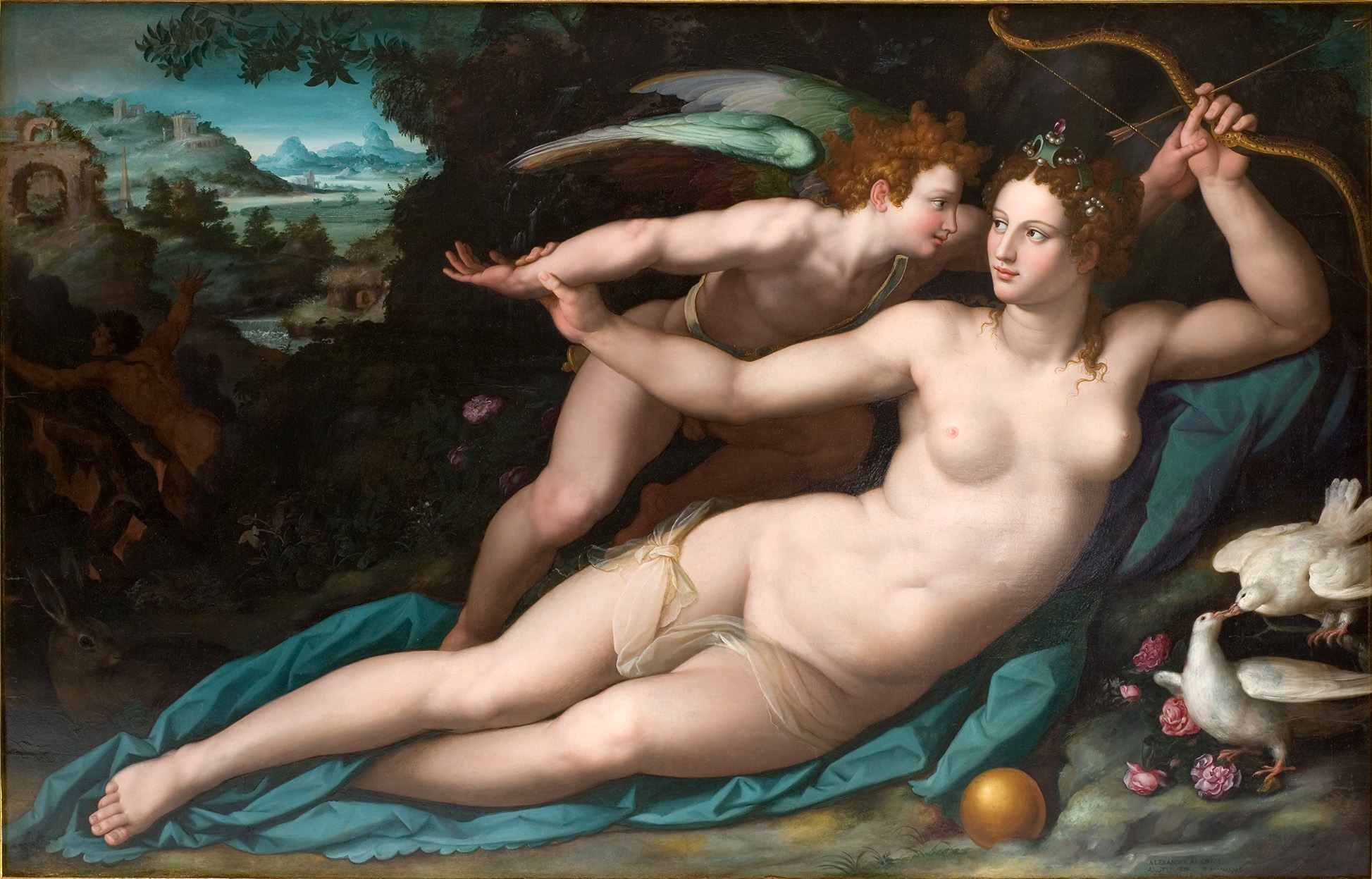
Alessandro Allori, Vénus et Cupidon.
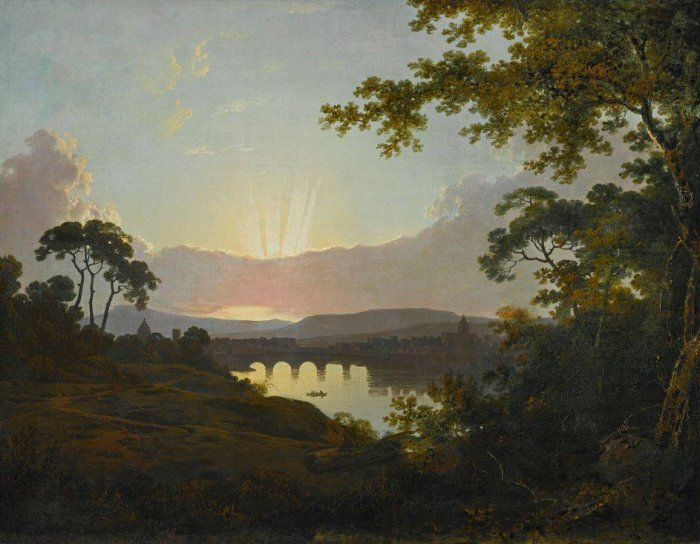
Joseph Wright of Derby, Vue de Florence depuis l’Arno.
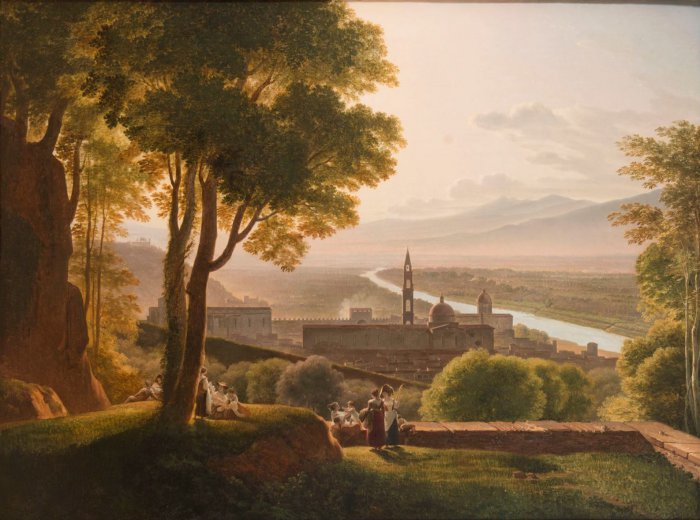
Louis Gauffier, Vue sur la vallée de l'Arno à Florence.

#### Collection de peintures duXIXesiècle
(*) Peintres de Montpellier

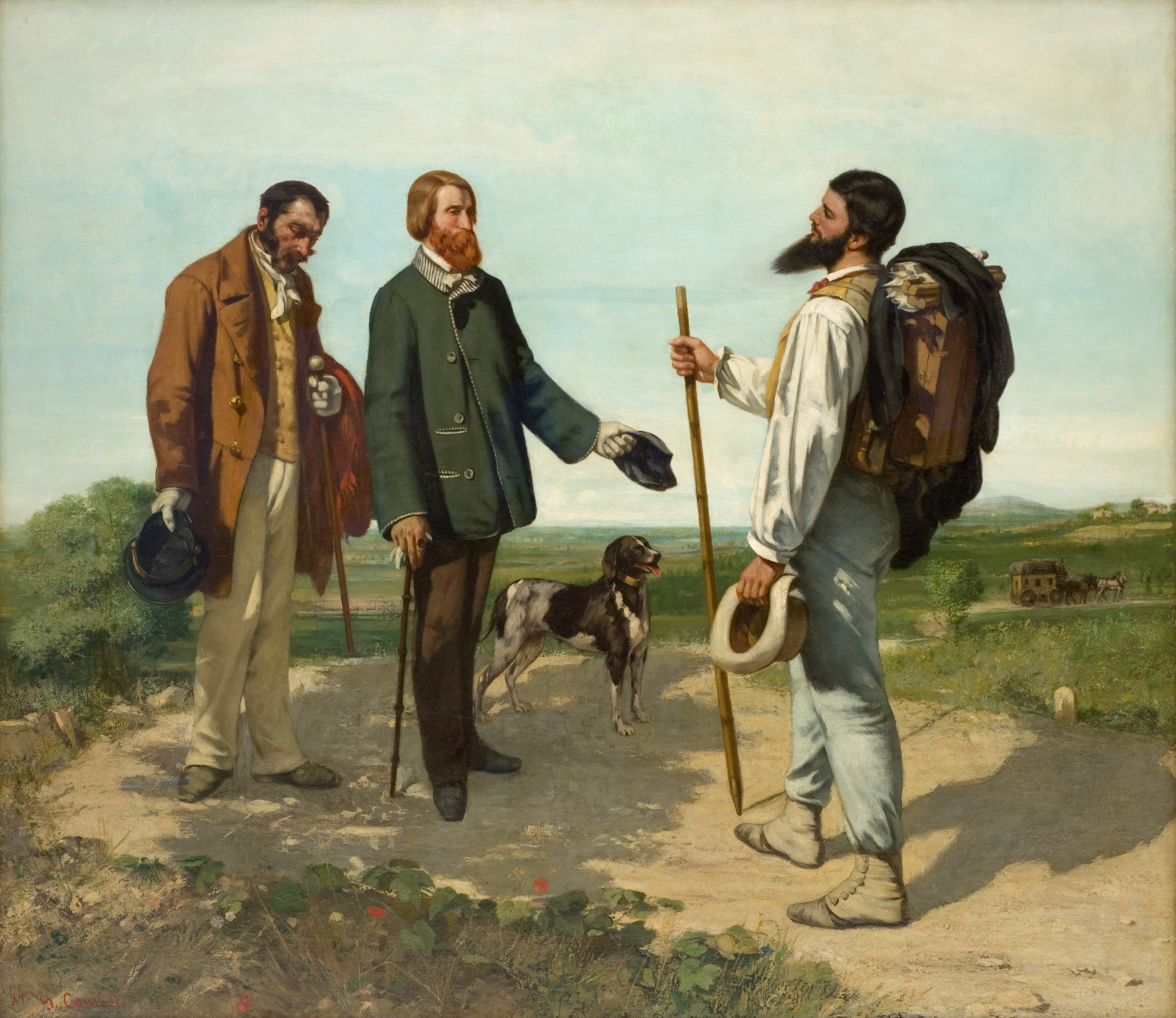
Gustave Courbet, Bonjour Monsieur Courbet, 1854.

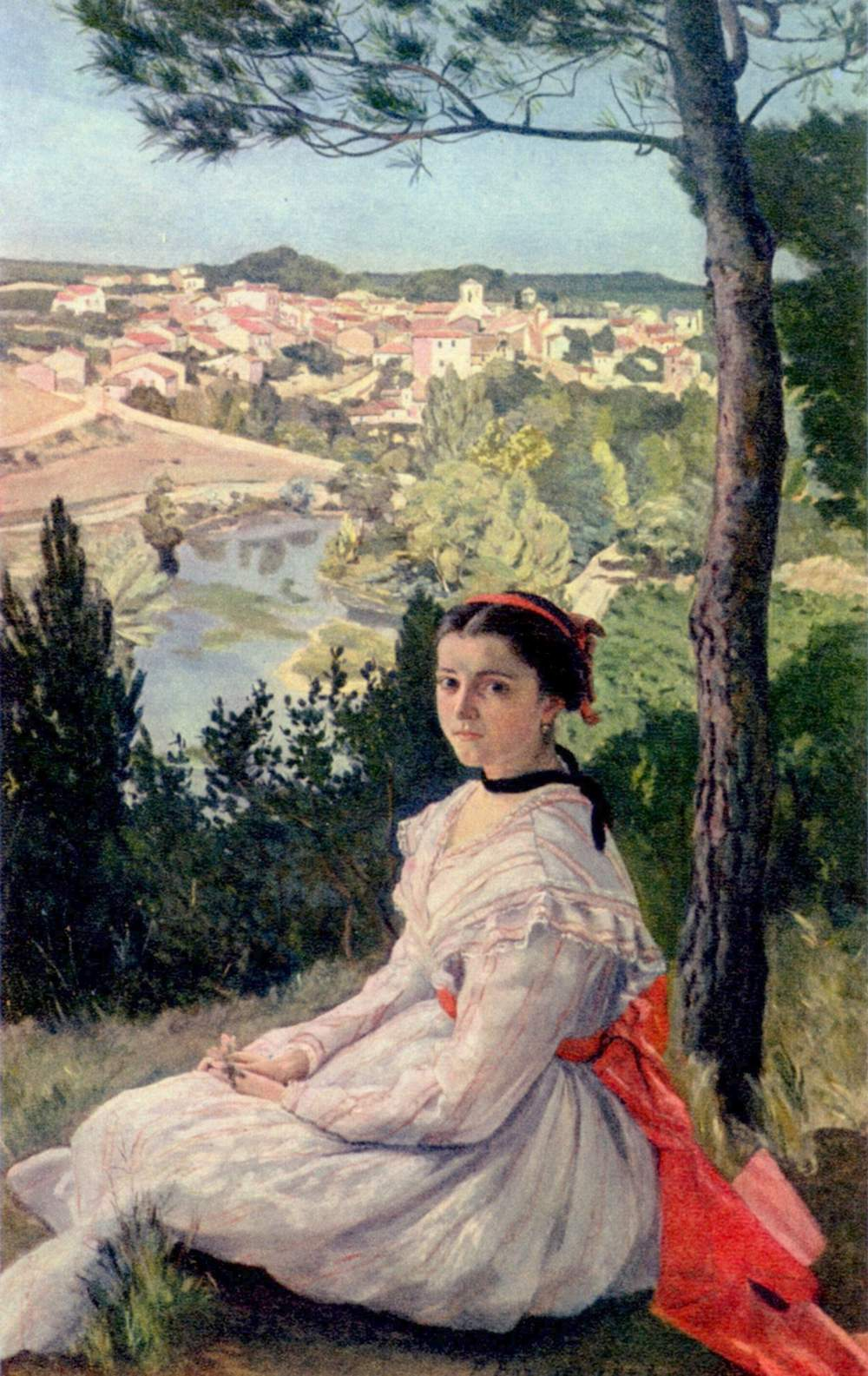
Frédéric Bazille, Vue de village, 1868.

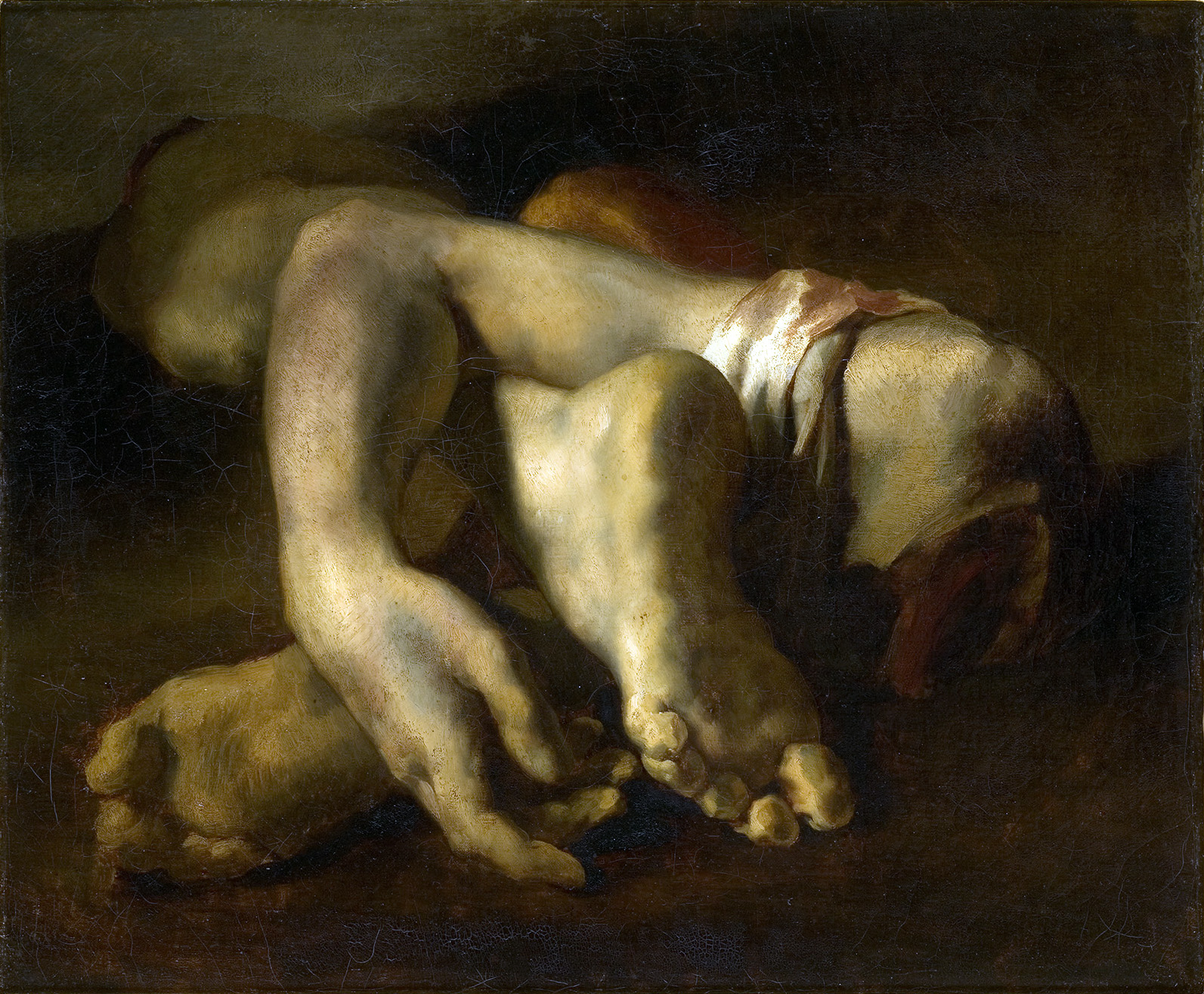
Théodore Géricault, Étude de pieds et de main, 1818-1819.

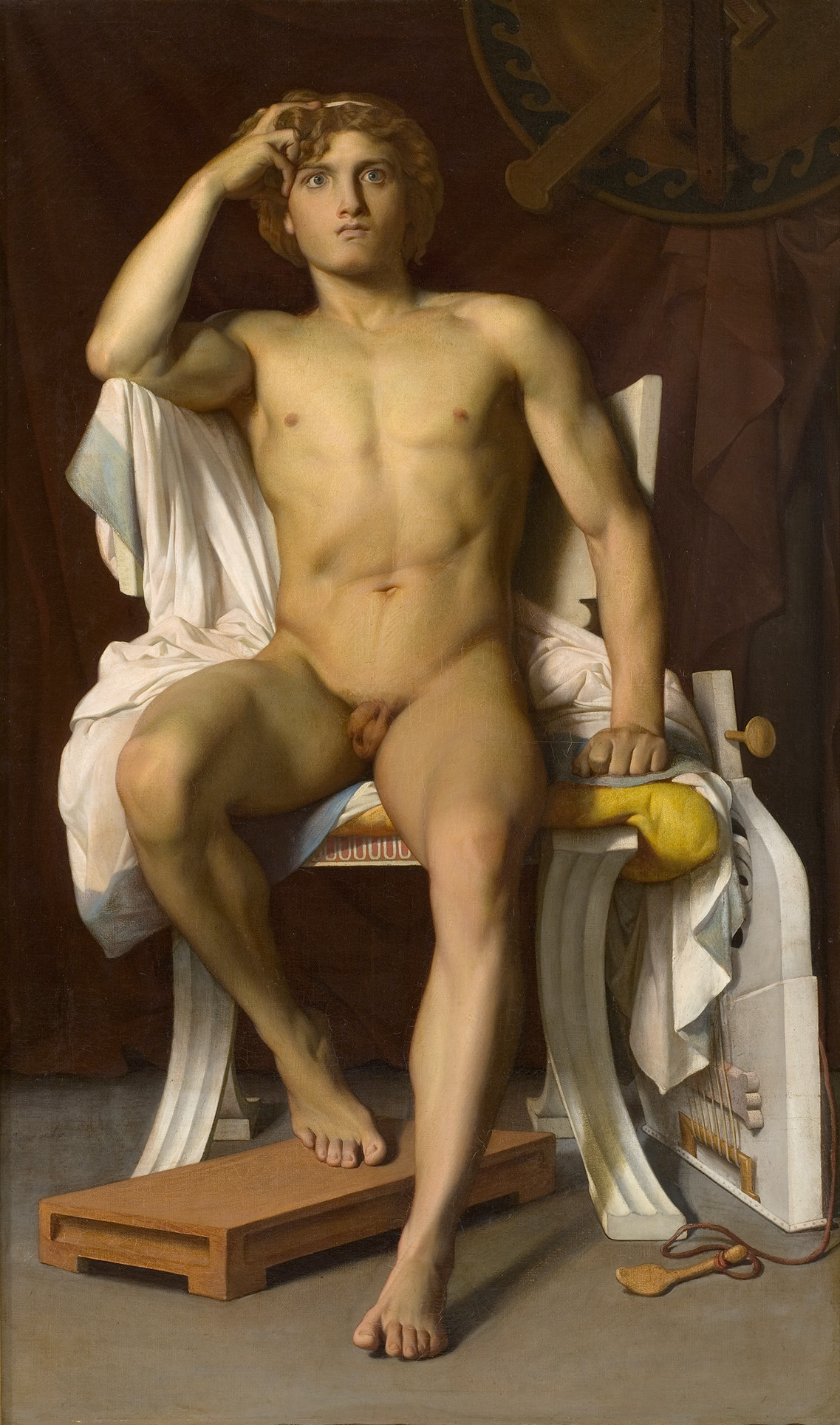
La Colère d'Achille (1847), de François Léon Benouville

- Jules Bastien-Lepage : Portrait de Sarah Bernhardt ;
- Frédéric Bazille : 17 peintures dont Vue de village,  La Toilette, Nu couché, Nature morte au héron, Femme noire aux pivoines, Petite Italienne chanteuse des rues, L'Atelier de la rue de Furstenberg, Les Remparts d'Aigues-Mortes, Étude pour une vendange, Ruth et Booz, Jeune Homme nu couché sur l'herbe, Fleurs, Deux Harengs et La Macreuse (acquis en 2012) ;
- Jacques-Émile Blanche : Portrait de Pierre Humbert enfant ;
- François Léon Benouville : La Colère d'Achille ;
- Antoine Berjon : Fleurs dans une corbeille ;
- Richard Parkes Bonington : 3 peintures dont  Une bruyère ;
- George Elmer Browne : Vente d'appâts à Cape Cod ;
- Alexandre Cabanel : 40 peintures dont Phèdre, 1880, Vénus victorieuse, 1875, Saint Jean Baptiste, 1849, 195 × 141,5 cm, La Mort de Moïse, 1850, Velléda, 1852, L'Ange déchu, 1847, 121 × 189,7 cm, Albaydé, 1848, 98 × 80 cm, La Chiaruccia, 1848, Portrait d'un Arabe, 1875, 65 × 54,5 cm, Adam, 1863-1867, Saint Paul entouré par les lions, 1841-1845, 32,4 × 40,5 cm, Portrait d'Alfred Bruyas, 1846, 74 × 62 cm et Portrait de mesdemoiselles Sophie et Berthe Cabanel, 1872 ;
- Eugène Carrière : 3 peintures dont Portrait présumé de Marguerite Carrière ;
- Eugène Castelnau (*) : 11 peintures dont Les Garrigues du Pic Saint Loup, Les Bords du Vidourle et Après une inondation ;
- Théodore Chassériau : 2 peintures dont Un bain au sérail ;
- Antoine Chintreuil : Une mare ;
- Camille Corot : 4 peintures dont Souvenir de Ville d’Avray et Paysage. Pêcheur avec barque ;
- Gustave Courbet : 16 peintures dont Bonjour Monsieur Courbet, Les Baigneuses, Solitude ou le ruisseau couvert, La Fileuse endormie, Le Bord de mer à Palavas, Portrait de Charles Baudelaire, Portrait d'Alfred Bruyas,  Autoportrait dit au col rayé et L'Homme à la pipe ;
- Thomas Couture : 2 peintures ;
- Charles-François Daubigny : Paysage ;
- Edgar Degas : Une nourrice au jardin du Luxembourg ;
- Eugène Delacroix : 7 peintures dont Fantasia, Femmes d'Alger dans leur intérieur, Orphée secourant Eurydice et Portrait d'Alfred Bruyas ;
- Maurice Denis : 3 peintures dont Portrait d'Elisabeth Denis et Autoportrait ;
- Eugène Devéria : 3 peintures dont Portrait de Marie Suzanne Célèstine Boudin de la Nuguy de Tromelin et La naissance d'Henri IV (esquisse) ;
- Narcisse Diaz de la Peña : 7 peintures dont Sous-bois, Les rendez-vous d'amour et Fleurs ;
- Gustave Doré : 2 peintures dont Souvenir des Alpes ;
- Claude-Marie Dubufe : L'Inquiète ;
- Jules Dupré : Paysage ;
- François-Xavier Fabre : 88 peintures dont Ulysse et Néoptolème enlèvent à Philoctète l'arc et les flèches d'Hercule, Saül agité par ses remords croit voir l'ombre du grand prêtre Achimelech qu'il a fait périr, Soldat romain au repos, La Mort d'Abel, Saint Sébastien expirant, La Sainte Famille, Le retour d'Ulysse,  Nabuchodonosor fait tuer les fils de Sédécias sous les yeux de leur père et Portrait du jeune Edgar Clarke ;
- Henri Fantin-Latour : Scène finale de la Walkyrie et Un atelier aux Batignolles (esquisse) ;
- Émile Friant : La Lutte ;
- Eugène Fromentin : Tentes de la smalah de Si-Hamed-Bel-Hadj, Sahara ;
- Baron François Gérard : Portrait de Madame Pasta et Tête de jeune femme ;
- Théodore Géricault : Étude de pieds et de main et Un cheval attelé à un chariot (esquisse) ;
- Jean-Léon Gérôme : Projet de décoration d'une des salles du conservatoire des Arts et Métiers ;
- Anne-Louis Girodet : 6 peintures dont Vieillard dans une grotte, Anacréon, sa maitresse et l'amour, Dante et Virgile et Le Christ mort soutenu par la Vierge (esquisse) ;
- Auguste-Barthélemy Glaize (*) : 16 peintures dont Le sang de Vénus, Ce qu'on voit à 20 ans, Le Goûter champêtre. Souvenir des Pyrénées, Portrait d'Alfred Bruyas, Les Insultes au Christ, et A la plage ;
- François Marius Granet : Intérieur de l'église souterraine de San Martino in Monte à Rome et Montaigne visitant le Tasse ;
- Paul Guigou : Paysage provençal ;
- Armand Guillaumin : Environs de Paris ;
- Henri Harpignies : 3 peintures dont Ruines du château d'Hérisson et Bord de rivière au soleil couchant ;
- Jean-Jacques Henner : Le Bon Samaritain et Jeune Alsacienne ;
- Paul Huet : 3 peintures dont Gave débordé et Une prise à Bas-Meudon ;
- Jean Auguste Dominique Ingres : 3 peintures dont Stratonice et Antiochus et Etude pour "Jésus au milieu des docteurs" ;
- Eugène Isabey : La Tempête, naufrage ;
- Jules Laurens : 15 peintures dont Le Chemin des Sables à Fontainebleau - Effet d'orage, La Mosquée bleue à Tauris en Perse, Paysage, souvenir d'Asie-Mineure, Le déjeuner du prolétaire, Nature morte, Vase de roses et Le souper ;
- Albert Lebourg : La Rochelle, et La Seine à Maisons-Laffitte ;
- Max Leenhardt (*) : 16 peintures dont Prisonnières huguenotes à la tour de Constance d'Aigues-Mortes, Le Grappillage en Languedoc, Paysage à Clapiers et Portrait de Madame Jourdain ;
- Henri Lehmann : Sainte Catherine d'Alexandrie portée au tombeau et Mariuccia ;
- Émile Lévy : Le Jugement de Midas ;
- Émile Loubon : Emigration pendant le choléra à Marseille ;
- Édouard Manet : Portrait d'Antonin Proust ;
- Édouard-Antoine Marsal (*) : 13 peintures dont Portrait du Cardinal de Cabrières, Portrait de Jules Pagezy, Alfred Bruyas dans son cabinet de travail, Bouquet de roses, Bouquet de dahlias et Le vieux puits près du Peyrou ;
- Charles Paulin François Matet (*) : 16 peintures dont Portrait de Mme Charles Estor, Portrait de Monsieur Ulysse Cros, Portrait du marquis de Montcalm, Portrait de femme et L'Atelier des élèves de David ;
- Maxime Maufra : Le Soir à Morgat ou les coteaux du Finistère ;
- Charles Meynier : Timoléon ;
- Achille Etna Michallon : Philoctète dans l'île de Lemnos ;
- Ernest Michel (*) : 14 peintures dont La Vigne régénérée, Argus endormi par Mercure, L'Alsace captive, Portrait d'Eugène Lisbonne, Portrait de Rodolphe Faulquier, Portrait de Mme Rodolphe Faulquier et  Portrait de M. Laissac maire de Montpellier ;
- Jean-François Millet : Offrande à Pan ;
- Claude Monet : 3 peintures dont Trophée de chasse, Jardin en fleurs à Sainte-Adresse et Portrait de Bazille ;
- Berthe Morisot : Jeune Femme assise devant la fenêtre dit l'Eté ;
- Jacques Moulinier (*) : 4 peintures dont Paysage, environs de Bédarieux et Le Jardin des plantes de Montpellier ;
- Dominique Papety : 4 peintures dont Femmes à la fontaine et Les noces de Gyptis ;
- Pierre Peyson (*) : 12 peintures dont Portrait d'Edmond Rouët, Sainte Marguerite terrassant le dragon, Autoportrait, Une famille de bohémiens, Marguerite de Bourgogne écoutant Buridan et Marguerite de Bourgogne assise ;
- Jean-François Raffaëlli : L'Hôtel de ville de Paris ;
- Odilon Redon : Orphée  ;
- Baron Jean-Baptiste Regnault : 3 peintures dont Figure académique ;
- Jean-Charles-Joseph Rémond : 3 peintures dont La Mort d'Abel, paysage historique et Paysage d'Italie ;
- Auguste Renoir : Frédéric Bazille peignant le héron ;
- Georges-Antoine Rochegrosse : Récits guerriers et Préparatifs de voyage (Salomé) ;
- Théodore Rousseau : La Mare et La lisière de Clairbois ;
- Santiago Rusiñol y Prats : Jardins de Majorque ;
- Ary Scheffer : Portrait du Professeur Lallemand et Un philosophe ;
- René Seyssaud : Saint-Chamas, bois de Felibres ;
- Alfred Sisley : Le Héron aux ailes déployées ;
- Alfred Stevens : Marine ;
- Joseph-Benoît Suvée : 3 peintures dont Enée, dans l'embrasement de Troie, voulant retourner au combat, est arrêté par sa femme Créüse et Naissance de la Vierge (esquisse) ;
- Octave Tassaert : 18 peintures dont Ciel et Enfer, L'Ange et l'Enfant, Bacchus et Érigone, Suicide, L'Abandonnée, Le Retour au village (l'Enfant prodigue), Clovis à la bataille de Tolbiac et Autoportrait ;
- Constant Troyon : Vallée de la Toucques et L'Abreuvoir ;
- Horace Vernet : Tête de Napoléon Ier mort ;
- Félix Ziem : 4 peintures dont Coucher de soleil sur le Bosphore et La Place Saint-Marc à Venise.

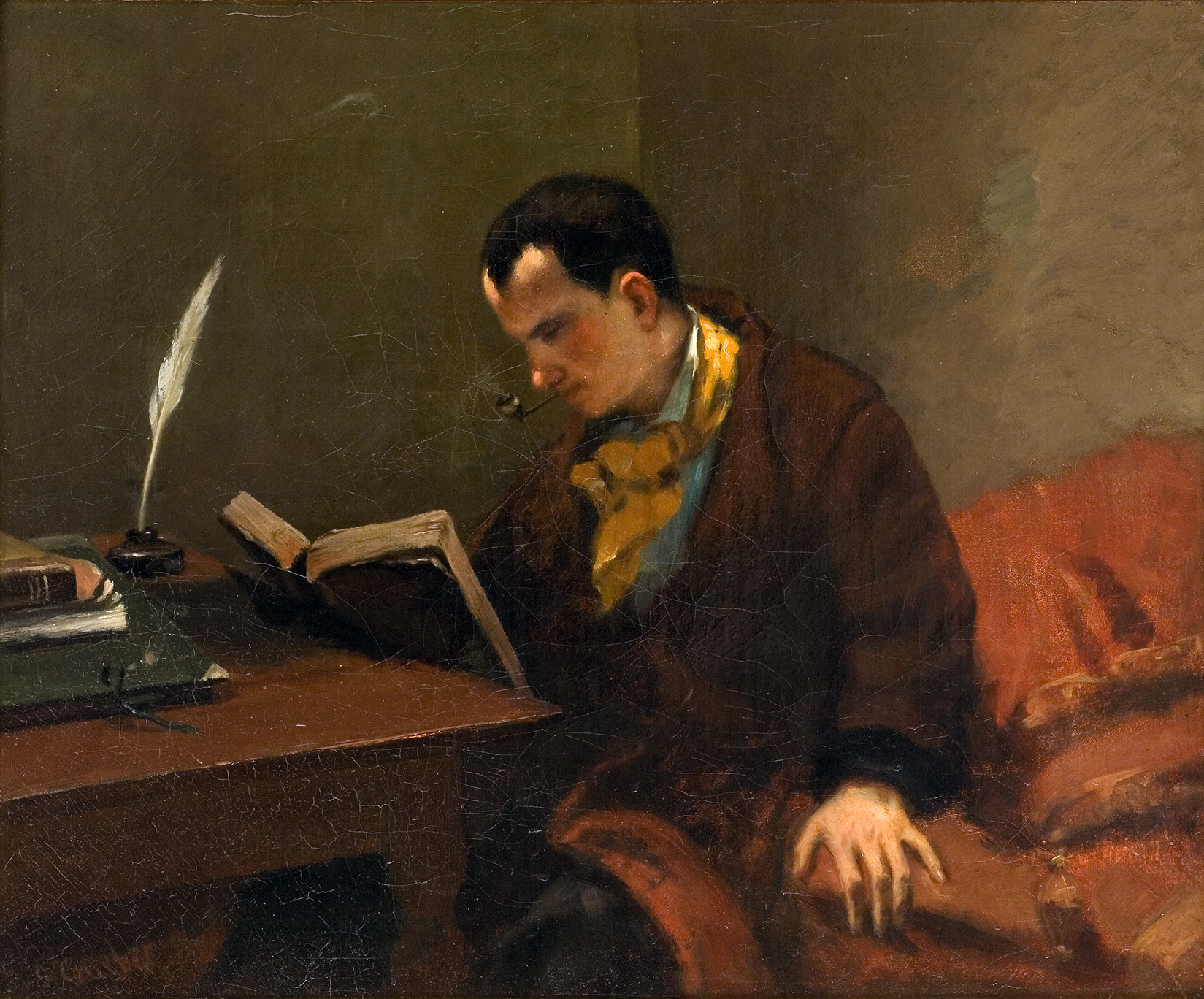
Gustave Courbet, Portrait de Charles Baudelaire, 1848.
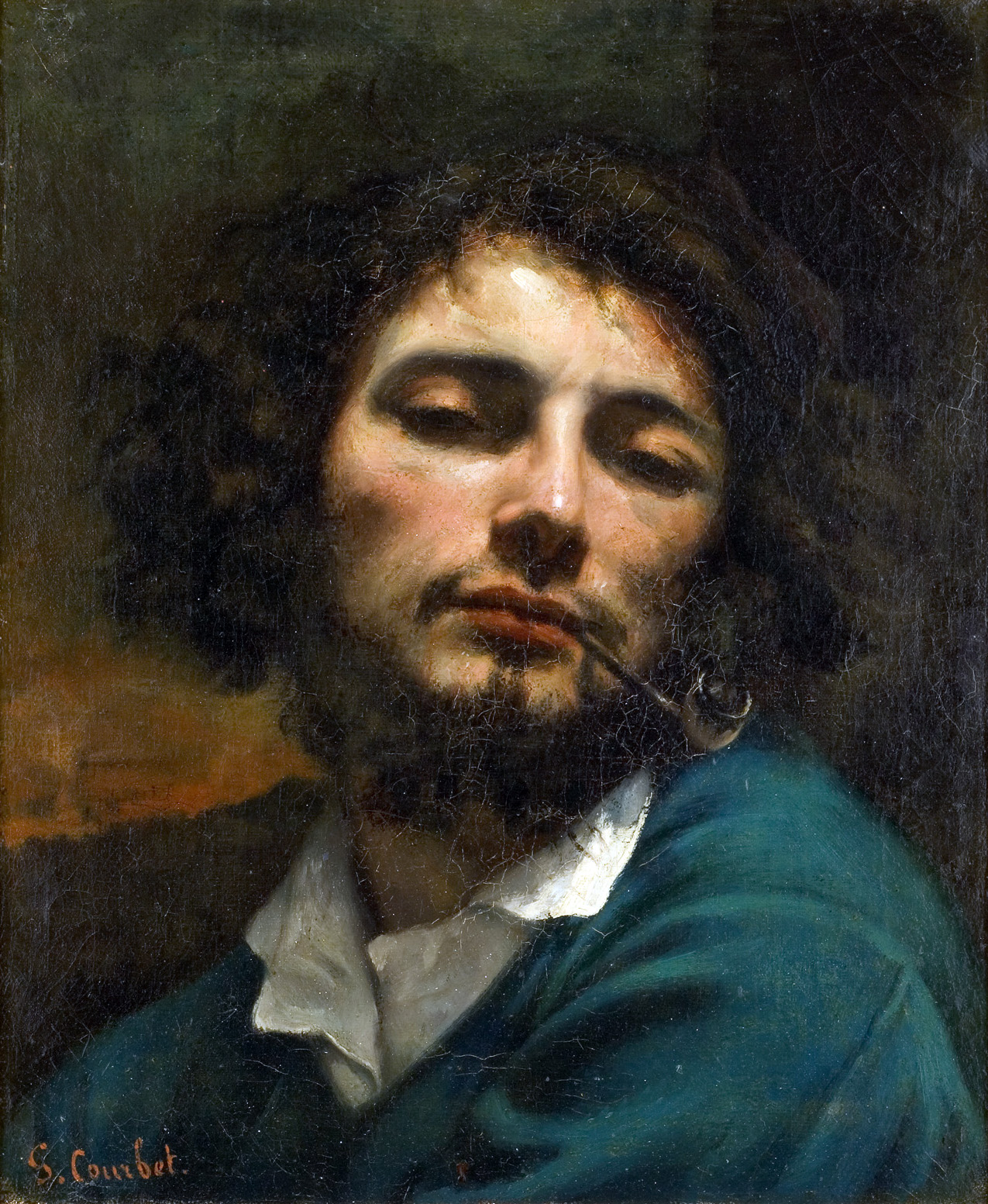
Gustave Courbet, L'Homme à la pipe, 1849.
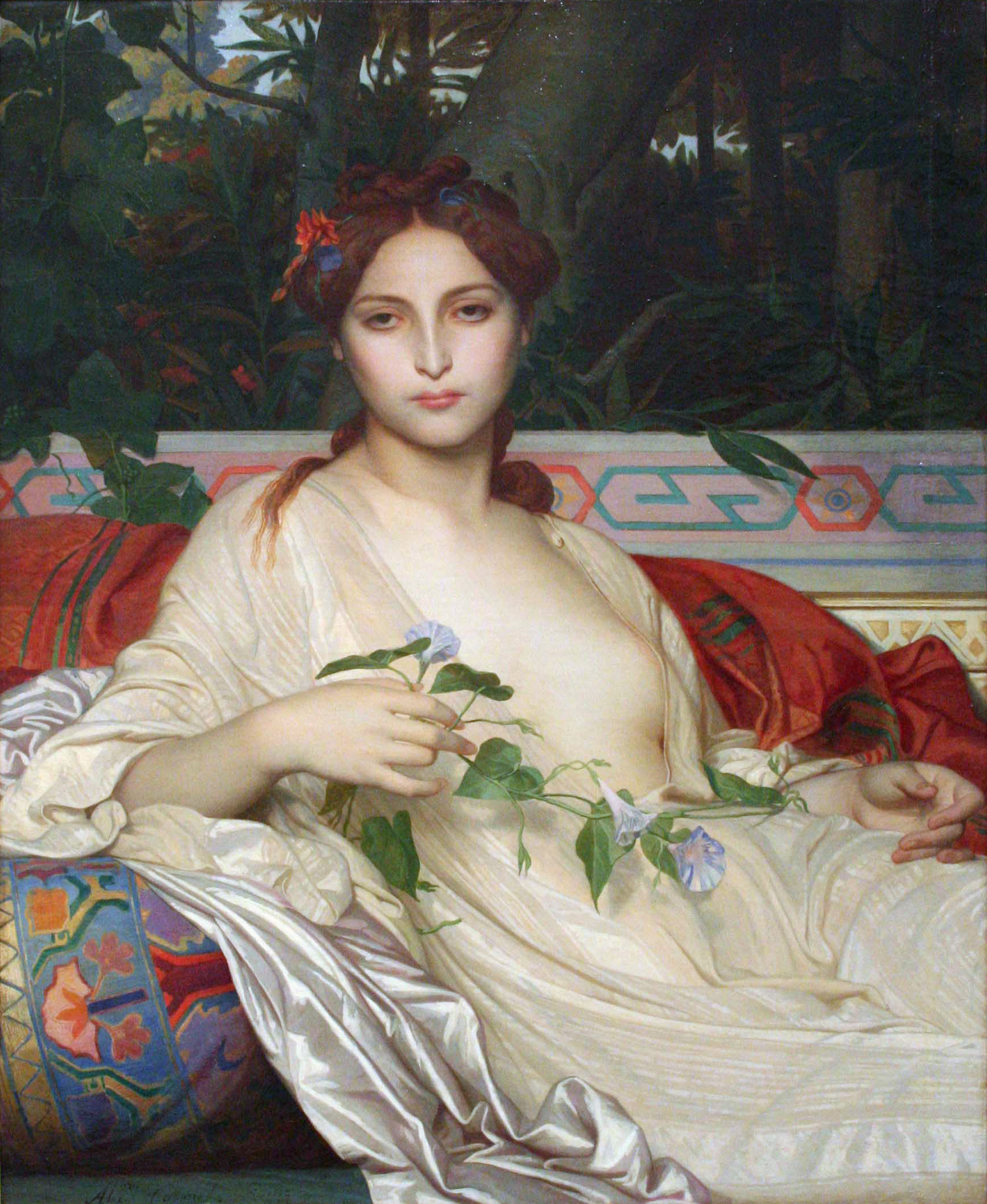
Alexandre Cabanel, Albayde, 1848.
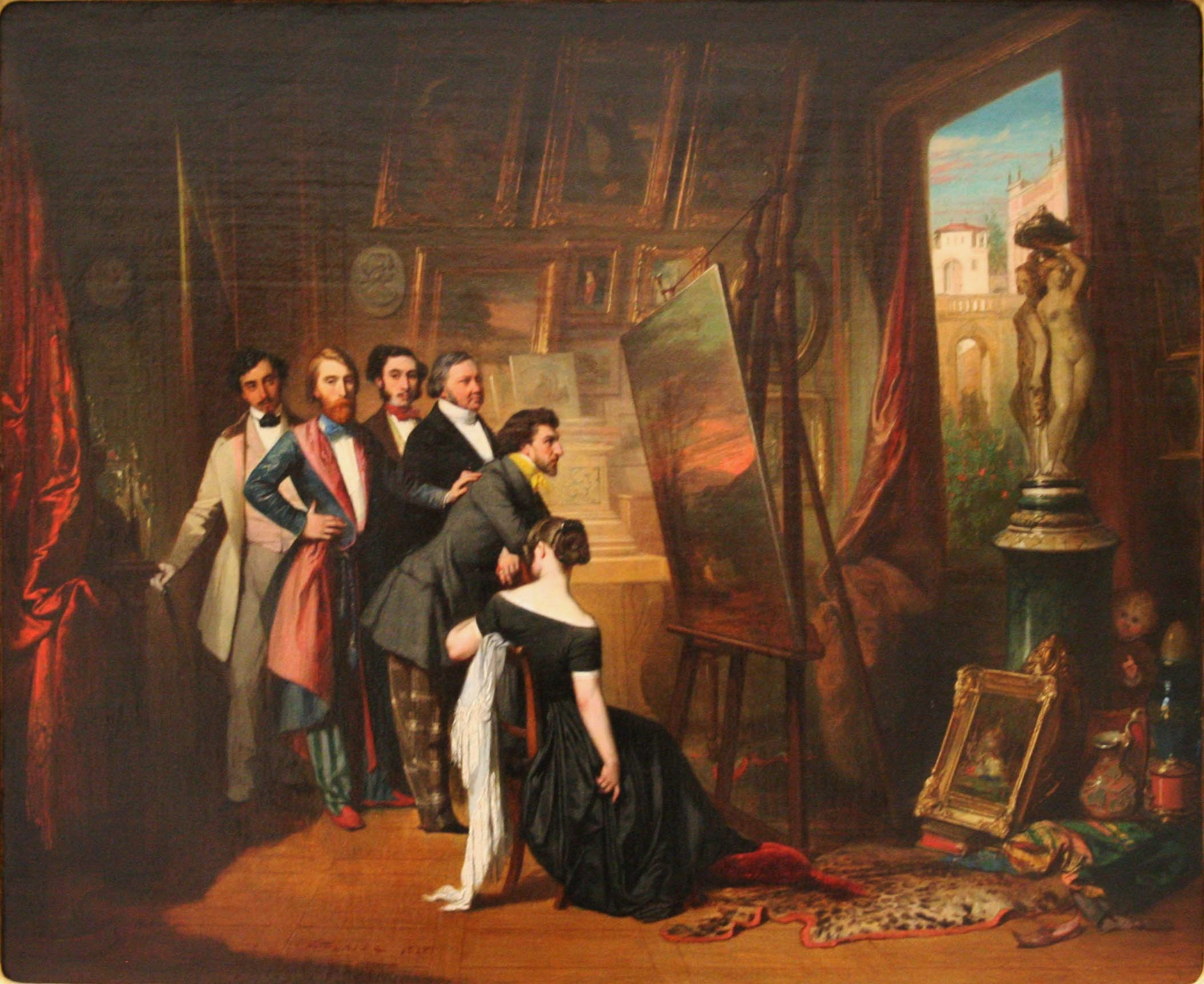
Auguste-Barthélemy Glaize, Intérieur du cabinet de Bruyas, 1848.
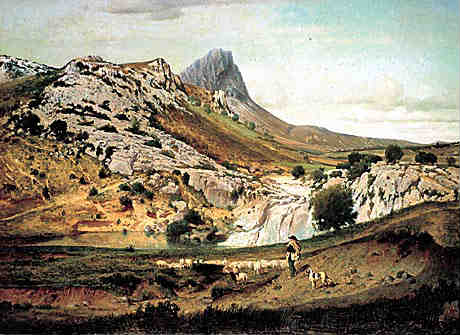
Eugène Castelnau, Les Garrigues du Pic Saint-Loup, 1859.

#### Collection de peintures duXXesiècle
(**) Artistes du mouvement Supports/Surfaces
- André-Pierre Arnal (**) : 4 peintures ;
- Geneviève Asse : 7 peintures ;
- Martin Barré : 2 peintures ;
- Vincent Bioules (*) (**) : 15 peintures dont Paysage des Albères, Daphné, Paysage d'Aigues-Mortes, Place d'Aix noire, hommage à Auguste Chabaud, Le poêle et La Ponche V. Saint-Tropez ;
- Roger Bissière : Un peu de joie dans beaucoup de tristesse ;
- Pierre Buraglio (**) : 5 peintures dont SH Monk II, Embellie I et Châssis ;
- Charles Camoin : 3 peintures dont Portrait d'Albert Marquet ;
- Louis Cane (**) : 2 peintures ;
- Auguste Chabaud : 3 peintures dont Le Moulin de la Galette et Paysage de Provence ;
- Youla Chapoval : Composition cubiste et Composition aux lignes noires ;
- Alain Clément : 3 peintures dont Sans titre, 1997 et Sans titre, 1982 ;
- Robert Delaunay : Nature morte portugaise et Portrait d'Henri Carlier ;
- Sonia Delaunay : Philomène ;
- Marc Devade (**) : 3 peintures dont Sans titre vers 1969, Sans titre 1972 et Sans titre 1973 ;
- Noël Dolla (**) : La grande grille et Bande rouge aux points blancs ;
- Kees van Dongen : Danseuse espagnole et Portrait de Fernande Olivier ;
- Raoul Dufy : Corrida et Le dépiquage bleu et rouge;
- Maurice Estève : Danseur du far-west ;
- Emile Othon Friesz : 3 peintures dont La fête foraine à Rouen et Nature morte ;
- Henri Goetz : 2 peintures ;
- Nathalie Gontcharova : Portrait de Larionov et de son ordonnance ;
- Simon Hantaï : 4 peintures dont Sans titre, Blanc, Peinture et MM III ;
- Hans Hartung : composition ;
- Jean Hugo : 13 peintures dont Le Puits, Le Mois de Marie, Le Mangeur au chandail rayé, La Conversation au puits, Les Carrières de Beaulieu et L'Imposteur ;
- Michel Kikoine : Route d'Albi à Toulouse, paysage d'hiver et Portrait de l'artiste ;
- František Kupka ;
- Henri Le Fauconnier : Eglise de Gros-Rouvres ;
- André Lhote : Collioure  ;
- Henri de Maistre : Les Balançoires à Montpellier et Autoportrait ;
- Henri Manguin : Les barques au repos et Anémones ;
- Maurice Marinot : Vue de la route de la Turbie et Paysage vert et rouge avec soleil vangoghien ;
- Albert Marquet : Quai des Grands Augustins ;
- Henri Martin : 2 peintures dont Vue du village de Saint-Circq-La-Popie ;
- Henri Matisse : Nature morte aux Couteaux noirs ;
- Jean-Michel Meurice (**) : 4 peintures dont Zoile 10, Kaariye Walid 5 et Boukhara I ;
- François Morellet : 4 peintures dont Défiguration n°22 (Gustave Courbet "La Rencontre") ;
- Aurélie Nemours : 4 peintures dont Le Vertical 1 à Le Vertical 3 ;
- Bernard Piffaretti : Sans titre ;
- Jean-Pierre Pincemin (**) : Support-surface et Sans titre ;
- Serge Poliakoff : Composition gris et rouge ;
- Jean Puy : Nature morte aux poissons et Nature morte au pot jaune et à la boîte laquée ;
- Judit Reigl : 2 peintures intitulées Déroulement ;
- Georges Ribemont-Dessaignes : Paysage lacustre ;
- Jean-Aristide Rudel (*) : 6 peintures dont Rive heureuse et Autoportrait ;
- Patrick Saytour (**) : Pliage ;
- Pierre Soulages : 34 peintures, réalisées entre 1951 et 2012, dont Peinture, 146 x 97 cm, 10 janvier 1951, Peinture 162 x 130 cm, 1er septembre 1956, Peinture, 162 x 114 cm, 28 décembre 1959, Peinture, 202 x 256 cm, 10 octobre 1963, Peinture, 162 x 434 cm, 27 mars 1971, Peinture, 130 x 349 cm, 16 août 1971, Peinture, 162 x 127 cm, 14 avril 1979, Peinture, 162 x 724 cm, mars 1986, Peinture, 324 x 181 cm, 23 décembre 1996, Peinture, 290 x 654 cm, janvier 1997, Peinture, 324 x 181 cm, 8 janvier 2001,  Peinture, 324 x 181 cm, 17 mars 2005 et Peinture 181 x 405 cm, 12 avril 2012 ;
- Amadeo de Souza-Cardoso : Les cavaliers ;
- Nicolas de Staël : Ménerbes ;
- Arpad Szenes : 3 peintures dont Archipel et Le grand dialogue ;
- Maurice Utrillo : Une école en banlieue et Rue à Saint-Bernard. Ain ;
- Suzanne Valadon : Route dans la forêt de Compiègne ;
- André Valensi (**) : Sans titre, toile double marron-noir, 1973 ;
- Claude Viallat (**) : 28 peintures dont Sans titre, 1966, Sans titre, 1969, Echelle de Venise, 1976, Sans titre, 1979, Sans titre, 1981, Sans titre, n°13, 1990, Sans titre, 1993, Sans titre, 1996, Sans titre, 2007 Sans titre, 2013 et Sans titre, 2014 ;
- Maurice de Vlaminck : Nature morte ;
- Maria Helena Vieira da Silva : L'Eté ;
- Zao Wou-Ki : 29.03.65 ;
- Léon Zack : Composition à dominante gris blanc.

### Collection de sculptures
- Lorenzo Bartolini
- Vincent Bioules (*) (**) : 125 carrelets ;
- Antoine Bourdelle
- Pierre Buraglio (**) : 3 sculptures dont Padova et Métro della Robbia ;
- Alain Clément : Sans titre, 2001 ;
- Antoine Coysevox
- Daniel Dezeuze (**) : Échelle et Claie inachevée orange et brune ;
- François Dumont : Mademoiselle Bonnier, 1719 ;
- Toni Grand (**) : Sans titre ;
- Jean-Antoine Houdon
- René Iché
- Jean-François Legendre-Héral
- Pierre Le Gros le jeune
- Aristide Maillol
- Jean Guillaume Moitte
- Bernard Pagès (**) : Arrangement, branchages et briques creuses de diverses qualités ;
- Augustin Pajou
- Germaine Richier
- Patrick Saytour (**) : Sans titre ;
- Christophe Veyrier
- Claude Viallat (**) : 6 sculptures dont Sans titre, 1975, Sans titre, 2013 et Filet.

Jean Antoine Houdon au musée Fabre
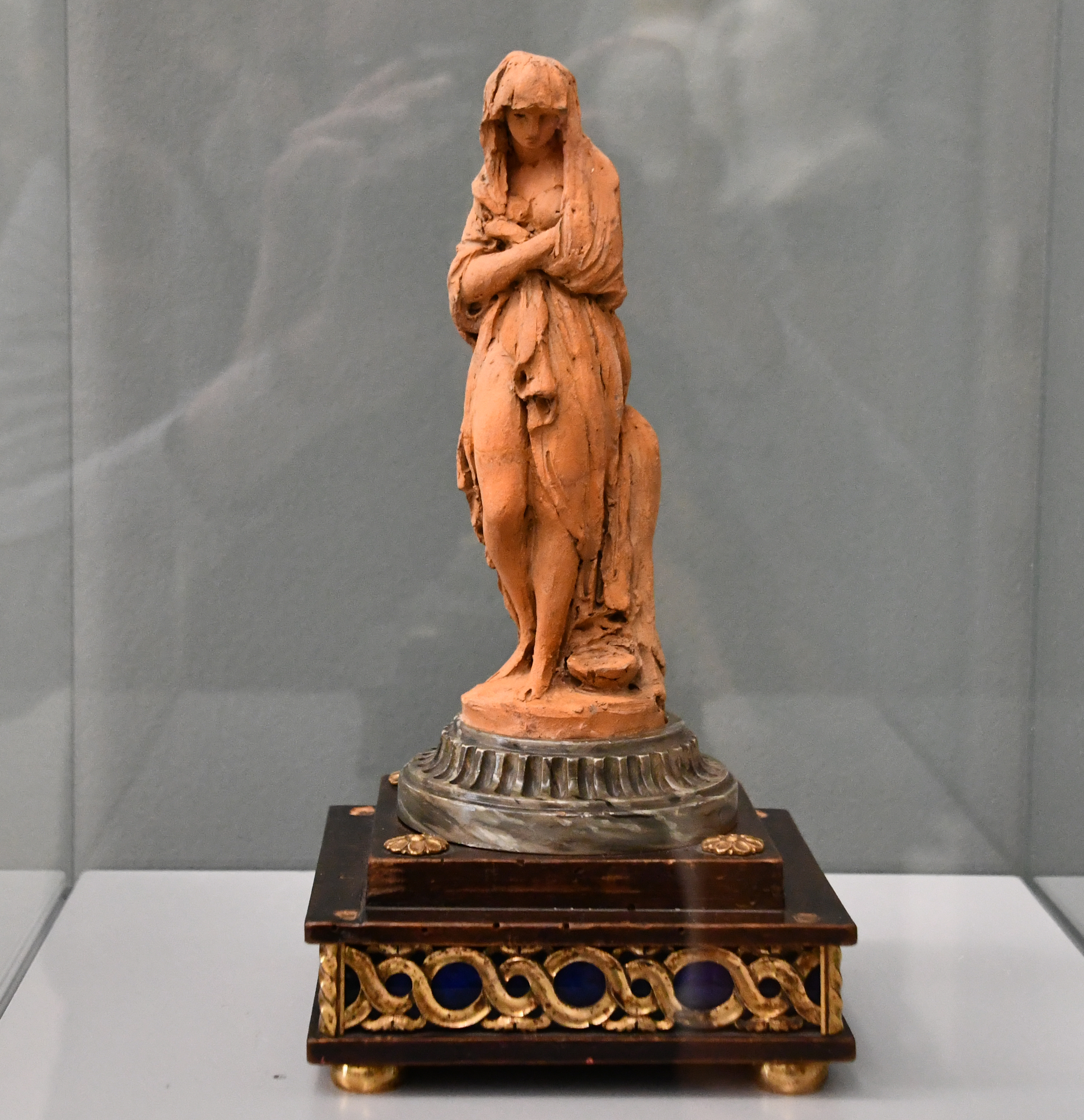
La Frileuse ou l'Hiver, 1781, esquisse en terre cuite.
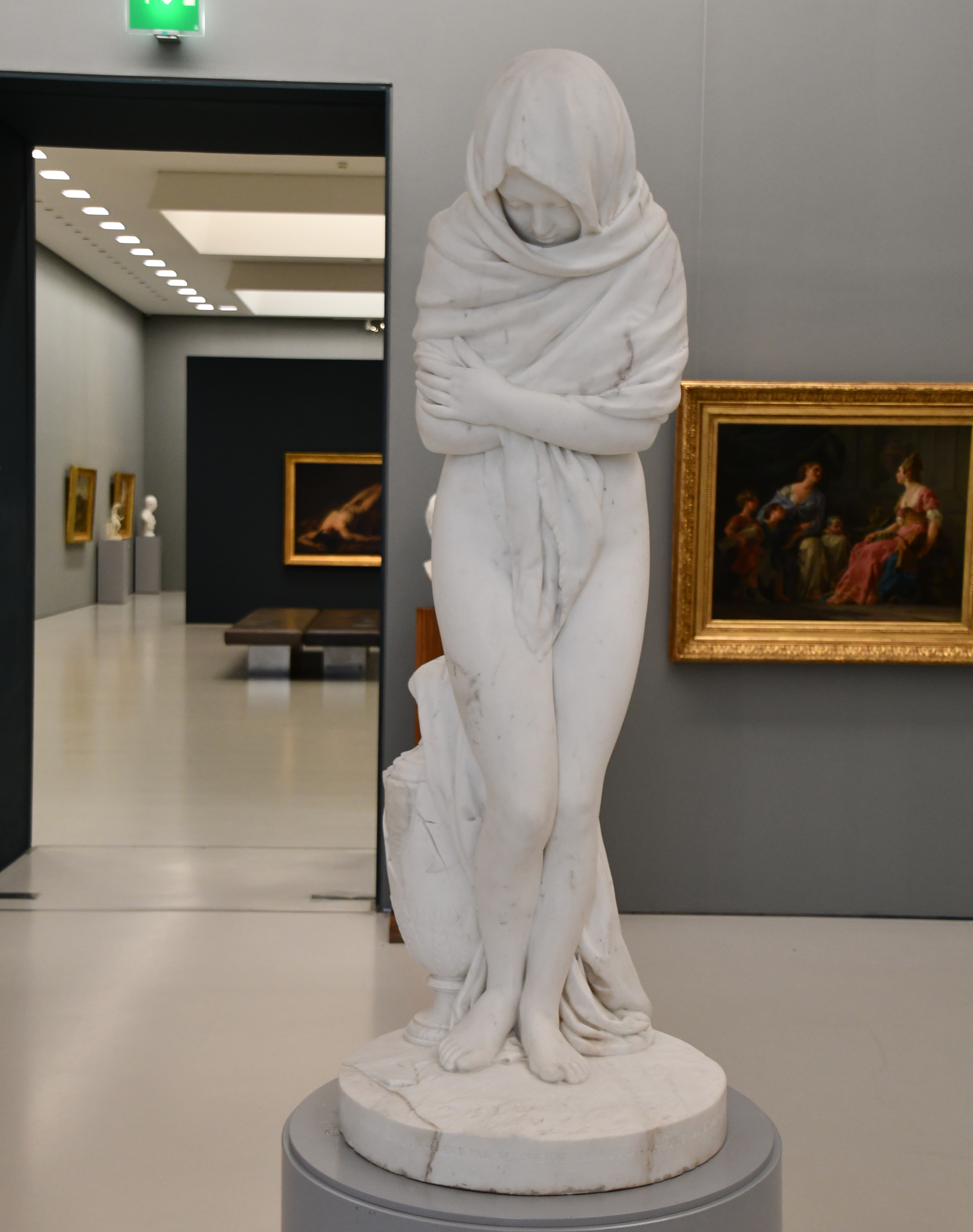
La Frileuse ou l'Hiver, 1783, marbre.
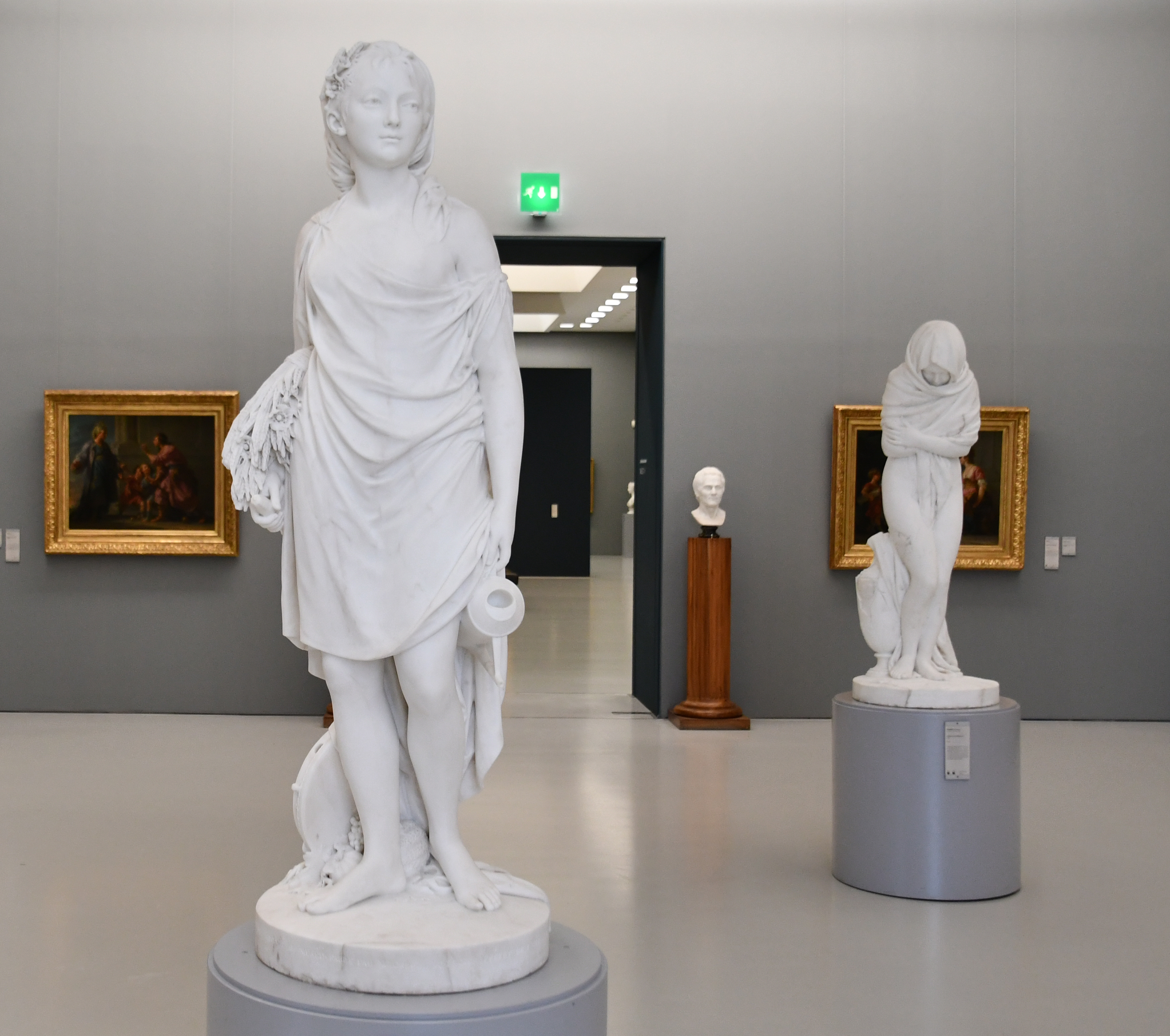
L'Été, 1785, marbre.
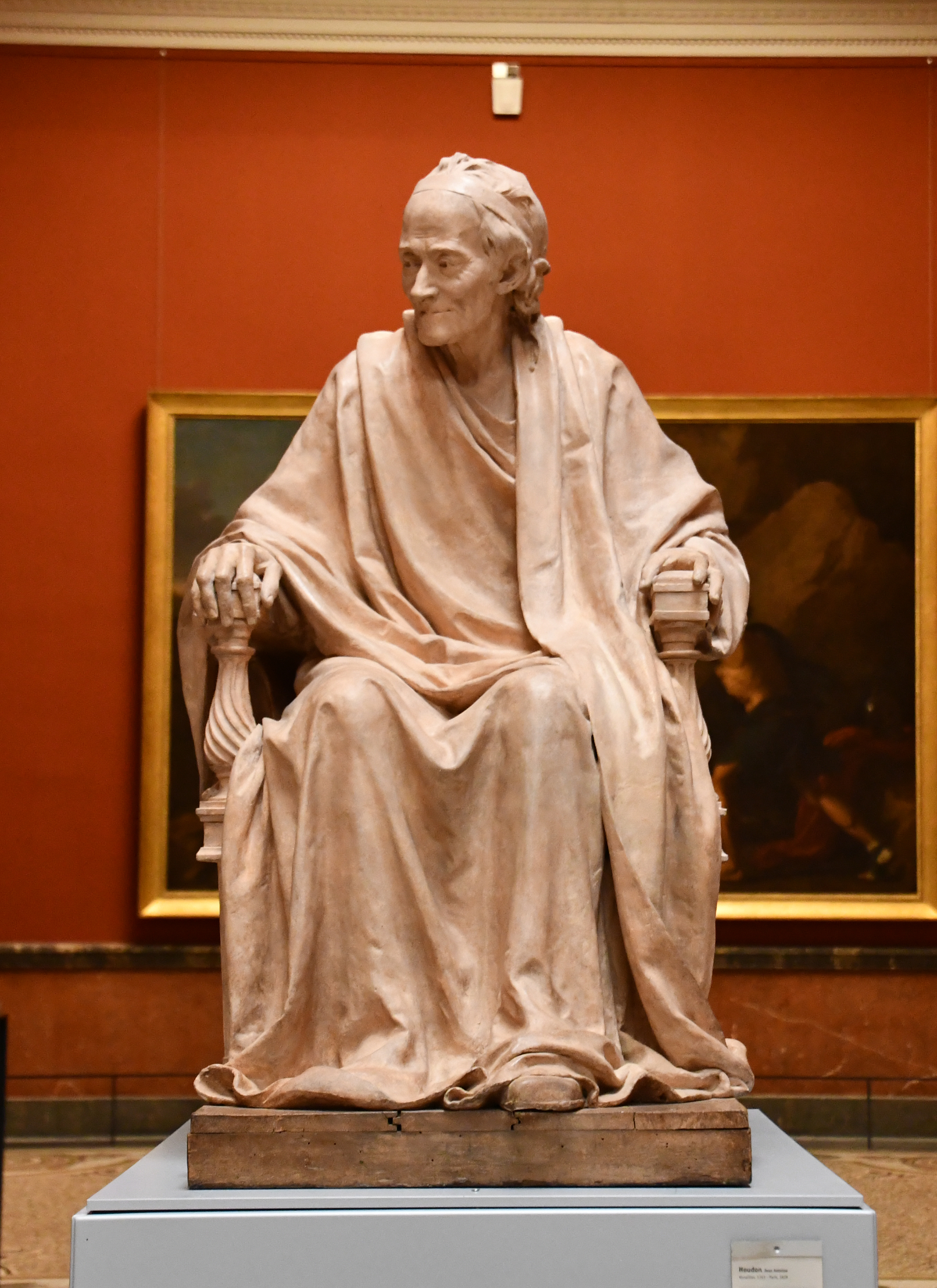
Voltaire assis, 1780-1790, terre cuite.
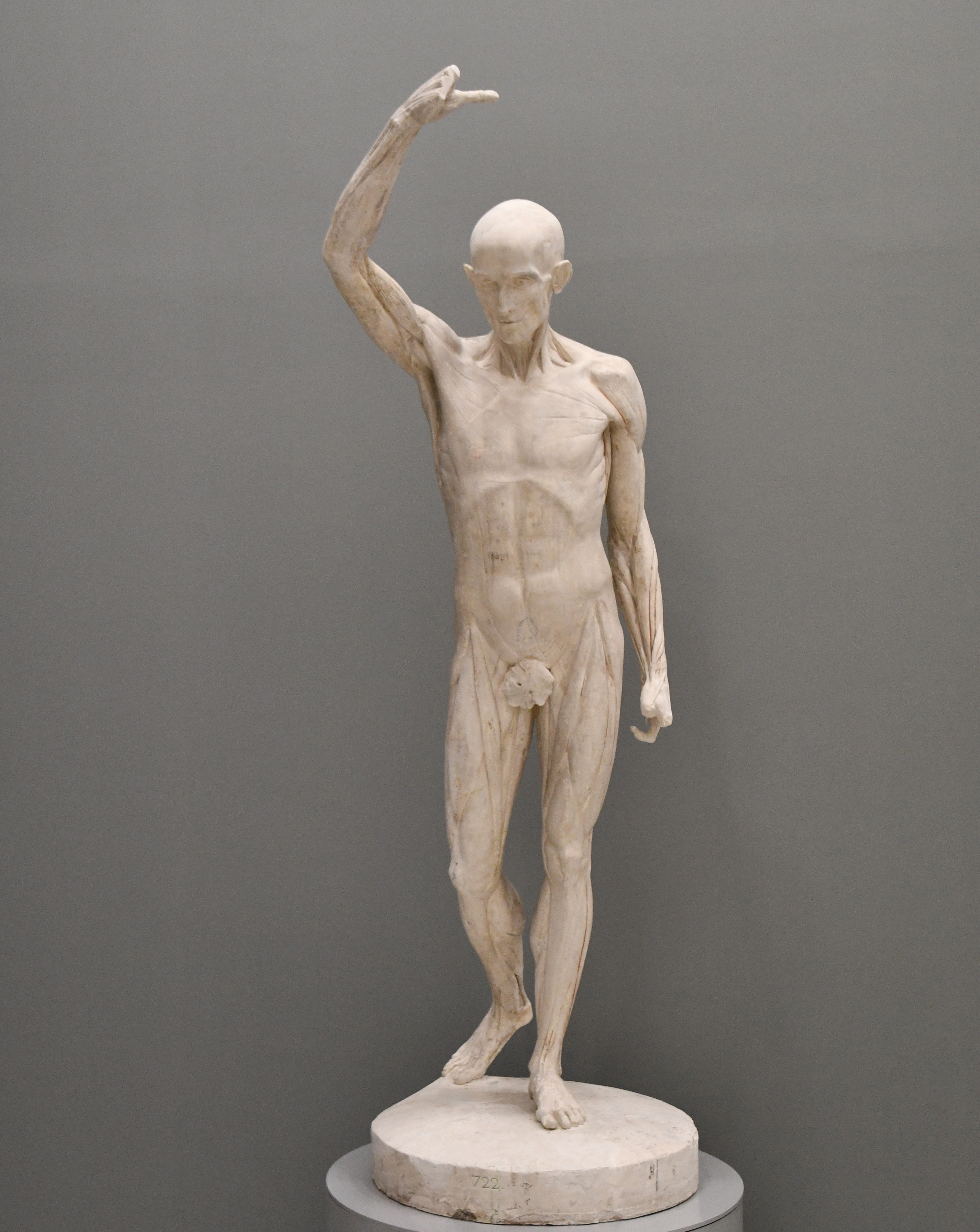
L'Écorché au bras levé, 1792[12],[13].

### Collection d'arts graphiques

#### Dessins
Le fonds de dessins du musée Fabre compte parmi les plus importants de France. Le fonds italien ancien notamment comprend plus de 500 feuilles.
On remarque particulièrement au sein des collections des dessins de :
- Le Bernin ;
- Sébastien Bourdon ;
- Philippe de Champaigne ;
- Le Dominiquin ;
- François-Xavier Fabre ;
- Théodore Géricault ;
- Louis Lafitte ;
- Charles Le Brun ;
- Eustache Le Sueur ;
- Henri Matisse ;
- Nicolas Poussin ;
- Raphaël ;
- Giambattista Tiepolo.